# Ted Bundy

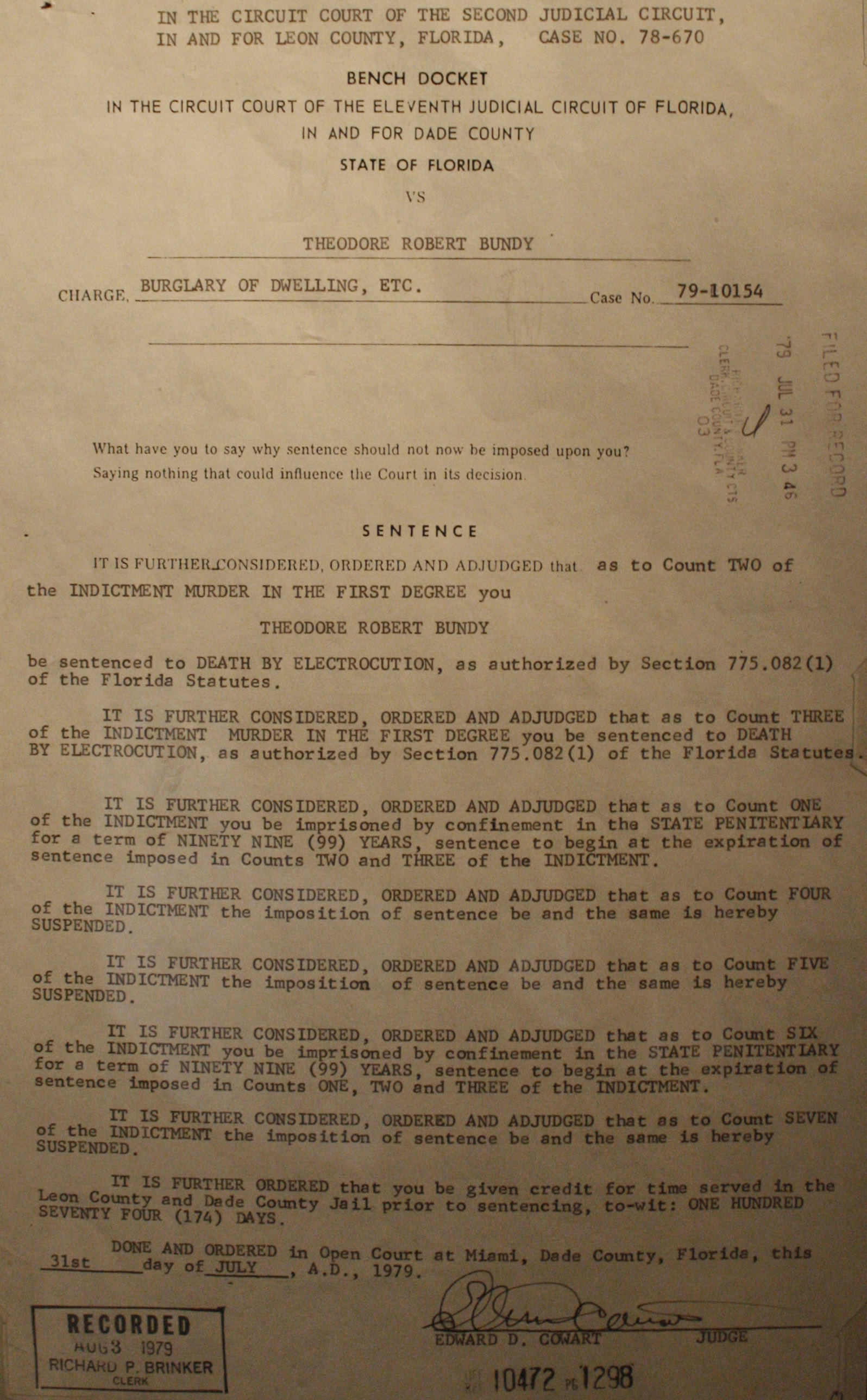
Veroordeling van Ted Bundy

Ted Bundy, geboren als Theodore Robert Cowell (Burlington (Vermont), 24 november 1946 – Florida State Prison, Bradford County, 24 januari 1989), was een Amerikaanse seriemoordenaar.
In 1979 werd Ted Bundy na het plegen van een groot aantal moorden uiteindelijk door een rechtbank in de staat Florida ter dood veroordeeld voor de moord op twee studentes in Tallahassee en in 1980 nogmaals voor de moord op een 12-jarig meisje. Hij was toen al tot een gevangenisstraf veroordeeld voor de poging tot ontvoering van een tiener in Utah en werd nog vervolgd inzake de moord op een verpleegkundige in Colorado. Gedurende gevangenschap slaagde hij er tweemaal in te ontsnappen.
Daarnaast was Bundy verdachte in meer dan dertig moordzaken in zeker vijf Amerikaanse staten. Kenmerkend waren zijn mobiliteit en sluwe modus operandi, waarbij hij zich voordeed als hulpbehoevend of zich uitgaf voor politie-, dan wel brandweerman. Hij benaderde zijn slachtoffers vaak in het openbaar en vroeg ze om hulp. Eenmaal bij zijn auto (meestal een Volkswagen Kever) werden ze bewusteloos geslagen, geboeid en meegenomen. Om zijn slachtoffers te kunnen vervoeren haalde hij vaak de passagiersstoel uit zijn auto. Bundy vermoordde zijn slachtoffers meestal op een vooraf gekozen, afgelegen plek. Van een aantal slachtoffers werd slechts de schedel teruggevonden met letsel veroorzaakt door een stomp voorwerp (meestal een breekijzer). Wanneer slachtoffers in een vroeger stadium werden gevonden, vertoonden de lichamen naast schedelletsel ook sporen van wurging en verkrachting. Er zijn slechts enkele gevallen bekend waarin een slachtoffer het overleefde: hetzij door zich meteen hevig te verzetten waardoor zij kon ontsnappen, hetzij doordat Bundy tijdens de moordpoging gestoord werd waardoor hij zich genoodzaakt zag te vluchten.
Vlak voor zijn terechtstelling bekende hij meer dan 30 moorden. De schattingen lopen echter op tot meer dan 100 vrouwen die hij om het leven zou hebben gebracht. Zijn advocate Polly Nelson noemde hem in haar boek Defending the Devil: My Story as Ted Bundy's Last Lawyer, dat in 1994 verscheen, "the very definition of heartless evil".

## Biografie

### Jeugd
Ted Bundy werd op 24 november 1946 geboren als Theodore Robert Cowell, de buitenechtelijke zoon van Eleanor Louise Cowell (1924-2012), in het Elizabeth Lund Home for Unwed Mothers, een tehuis voor ongehuwde moeders in Burlington, Vermont. Hoewel op de geboorteakte als vader een zekere Lloyd Marshall vermeld stond, beweerde zijn moeder te zijn verleid door een zeeman met de naam Jack Worthington. (In archieven van de marine en koopvaardij is echter geen Jack Worthington terug te vinden.) Eleanors familie hechtte weinig geloof aan dat verhaal en er werd vermoed dat Eleanors vader, Sam, de vader was. Hoewel deze geruchten zeer hardnekkig waren, is uit DNA-testen inmiddels gebleken dat Sam niet de biologische vader van Ted was. Er zijn aanwijzingen dat Eleanor haar zoon de eerste tijd na de geboorte aan zijn lot overliet en terugging naar haar ouders.
Uiteindelijk kwam Ted bij Eleanor en haar ouders in Philadelphia te wonen. Om te voorkomen dat Eleanor als ongetrouwde moeder zou worden nagewezen vertelden haar ouders Ted dat hij hun zoon was en Eleanor zijn oudere zuster. Sam Cowell was een tirannieke man die zijn vrouw en dochter en dieren mishandelde en racistische opvattingen had. Ooit kreeg hij een enorme woede-uitbarsting toen er werd gesproken over wie Teds vader eigenlijk was. Zijn echtgenote was een verlegen en gehoorzame vrouw die last van depressies had en daarvoor geregeld behandeld werd met elektroshocks. Later ontwikkelde ze pleinvrees.
Als kind vertoonde Ted reeds afwijkend gedrag: zijn tante Julia ontwaakte ooit na een middagdutje omringd door keukenmessen met de lemmeten in haar richting. Ted stond naast haar bed en lachte.
In 1950 vertrok Eleanor (die zich vanaf dat moment Louise liet noemen) met Ted naar Tacoma, Washington, in het uiterste noordwesten, om daar bij familie te gaan wonen. Ze ontmoette via de kerk Johnnie Culpepper Bundy (1921-2007), die als kok in een ziekenhuis werkte. Zij trouwden in 1951. Johnnie adopteerde Ted officieel en samen kreeg het echtpaar nog vier kinderen. Ted fungeerde geregeld als oppas voor zijn halfbroers en -zusters.
Hoewel Johnnie Bundy een emotionele band met zijn stiefzoon Ted probeerde op te bouwen bleef deze op afstand. Ted voelde zich een Cowell en was altijd erg op zijn grootvader in Philadelphia gesteld geweest. Ted keek neer op Johnnie, die in zijn ogen te weinig verdiende en niet erg slim was. Johnnie kreeg weinig vat op Ted en moest zijn gezag soms laten gelden door geweld te gebruiken.
Ted had al vroeg behoefte aan bezittingen. Bij het kopen van kleding trok hij zijn moeder steevast mee naar de duurdere merken. Hij begon met stelen en bleek daar uitermate gewiekst in te zijn.
Bundy's herinneringen aan zijn jeugd in Tacoma zijn niet eenduidig. Aan zijn biografen Stephen Michaud en Hugh Aynesworth, alsmede zijn advocate Polly Nelson vertelde hij verschillende verhalen. Aan Michaud en Aynesworth vertelde hij over zoektochten in de buurt waarbij hij in vuilnisbakken zocht naar afbeeldingen van naakte vrouwen. Nelson kreeg te horen dat hij detective- en true-crimeverhalen doorspitte op zoek naar verhalen met seksueel geweld, bij voorkeur met foto's van dode en verminkte lichamen, hoewel hij later in een brief aan Ann Rule ontkende true-crimetijdschriften te hebben gelezen. Tegen Michaud zei hij dat hij grote hoeveelheden alcohol dronk en dan 's avonds de straten afstruinde om bij huizen te gluren om vrouwen zich te zien uitkleden. Hij werd enkele keren door de politie aangehouden op verdenking van inbraak en diefstal.
Hoe Bundy erachter kwam dat hij onwettig was, is niet met zekerheid te zeggen, want er bestaan verschillende verhalen over. Bundy vertelde aan zijn vriendin dat hij door een neef voor 'bastaard' werd uitgemaakt en die neef zou hem vervolgens zijn geboorteakte hebben laten zien. Michaud en Aynesworth beweerden dat hij de geboorteakte zelf vond, toen hij in papieren van zijn moeder zat te bladeren. Ann Rule stelde dat Bundy in 1969 naar zijn geboortestad Burlington ging en daar in het geboorteregister zijn akte opvroeg.
Bundy bleek een goede leerling op school. Hoewel hij later beweerde moeite met vriendschappen te hebben, beschreven oud-klasgenoten hem als een populaire jongen. Buiten school hield hij zich graag bezig met skiën. Omdat hij geen geld had voor goed skimateriaal stal hij ski's en ook vervalste hij skipasjes voor toegang tot skigebieden. Toen hij achttien werd kwam zijn jeugdstrafblad te vervallen, wat in veel Amerikaanse staten gebruikelijk is.

### Studies en relaties
In 1965 rondde hij de highschool af en vertrok met een beurs naar de University of Puget Sound in Tacoma, Washington om een studie Chinees te volgen. Na een jaar stapte hij over naar de University of Washington. Daar leerde hij een studente kennen, Diane Edwards (meestal vermeld onder haar pseudoniem Stephanie Brooks). Zij was mooi, had prachtig lang haar in een middenscheiding, was afkomstig uit een rijke familie en zij belichaamde alles wat hij in een vrouw zocht. Hij viel als een blok voor haar. In 1966 brak hij zijn studie Chinees af en had toen een aantal laagbetaalde baantjes. Hoewel Edwards hem aardig vond en een tijd een relatie met hem had, merkte ze dat hij soms loog, waar ze beslist niet over te spreken was. Ook was ze van mening dat hij niet voor een huwelijk in aanmerking kwam, aangezien zij ambitieus was en zich doelen stelde terwijl hij zijn studie had afgebroken, geen plannen maakte voor de toekomst en verder op haar een onvolwassen indruk maakte. Ze beëindigde hun relatie na een jaar en ging terug naar haar geboortestaat Californië. Dit had een verwoestende uitwerking op Ted, die volkomen gedesillusioneerd was. Desondanks meldde hij zich als vrijwilliger aan bij het kantoor dat de Republikeinse campagne van Nelson Rockefeller in de staat Washington coördineerde en woonde in augustus 1968 de Republikeinse conventie in Miami bij. Hij reisde naar Colorado, Arkansas en Pennsylvania om familie te bezoeken. In Philadelphia volgde hij enkele maanden college aan de Temple University. Volgens schrijfster Ann Rule ging hij in deze periode ook naar Burlington, Vermont. Daar zocht hij in de gemeentelijke archieven naar zijn geboortegegevens en kwam erachter dat hij een onwettig kind was.
Eenmaal terug in Seattle leerde hij in 1969 Elizabeth (Liz) Kloepfer (ook bekend onder haar pseudoniem Elizabeth Kendall) kennen, een gescheiden tandartsdochter uit Ogden, Utah. Om zichzelf en haar dochter te kunnen onderhouden werkte ze als secretaresse bij de medische faculteit van de University of Washington. Hun relatie ontwikkelde zich aanvankelijk vrij normaal, al merkte ze dat hij haar niet altijd trouw was. Ze hield van hem en hoopte dat hij zijn wilde haren zou verliezen. Ze hielp hem ook financieel. Hoewel de relatie met Kloepfer voortduurde, bleef Diane Edwards in zijn gedachten. Hij hield ondanks de breuk contact met haar via brieven, maar zij leek niet bereid tot hernieuwing van de relatie.
Bundy begon in 1970 opnieuw te studeren en koos ditmaal voor psychologie. Hij deed het goed en was geliefd bij zijn professoren. In 1971 werkte hij in het kader van zijn studie voor twee dollar per uur een tijdje bij een telefonische hulpdienst waar hij oud-politieagente en beginnend schrijfster Ann Rule leerde kennen. Rule en Bundy werden voor het werk aan elkaar gekoppeld aangezien er altijd in tweetallen werd gewerkt. Ze werden goede vrienden. Ze stonden mensen in psychische nood te woord en boden een luisterend oor. Bij telefoontjes van mensen die dreigden zichzelf van het leven te beroven hield de een de persoon aan de lijn, terwijl de ander de politie inschakelde om ter plaatse poolshoogte te nemen. Zo hebben zij diverse mensenlevens gered, wat in het licht van Bundy's latere daden opmerkelijk is. Tijdens hun diensten spraken ze veel met elkaar en Bundy vertelde over zijn onwettig zijn. Rule vond hem sympathiek en merkte dat hij bezorgd was om haar veiligheid. Verder gaf hij haar goede raad toen hij van haar hoorde dat ze in scheiding lag. Ze nam op zijn verzoek true-crimetijdschriften mee. Toen ze hoorde over zijn relatie met Kloepfer en zijn obsessie voor Edwards raadde ze hem aan Kloepfer niet op te geven. Rule schreef later een biografie over Bundy onder de titel The Stranger Beside Me, in het Nederlands uitgegeven als Mijn vriend de seriemoordenaar.
Na zijn afstuderen in 1972 en in het bezit van een graad in de psychologie, kreeg hij een toelage om in het Harborview Hospital als counselor met psychiatrische patiënten te werken. Een collega met wie Bundy ook een korte verhouding had merkte dat hij in zijn contacten met patiënten meer opdrachten gaf dan werkelijk een klankbord te zijn, oppervlakkig was en dat hij ze lastigviel.
Inmiddels was hij ook weer actief binnen de politiek en zo werkte hij voor de herverkiezingscampagne van de Republikeinse gouverneur Dan Evans. Hij flirtte met de vele vrouwen die hij tijdens de bijeenkomsten ontmoette en viel verder op door zijn uitstekende contactuele eigenschappen. Hij ging naar toespraken van Evans' Democratische opponent Albert Rossellini en nam die met een cassetterecorder op, zodat ze door het team van Evans konden worden geanalyseerd. Toen dit bekend werd volgde een klein schandaal aangezien Bundy zich als student had voorgedaan. Nadat Evans herkozen was werd Bundy door Ross Davis, de voorzitter van de Republikeinse partij in Washington, benoemd tot lid van de adviescommissie voor criminaliteitspreventie. Hij schreef artikelen voor de nieuwsbrief, woonde de vergaderingen bij en deed onderzoek naar witteboordencriminaliteit en het voorkomen van verkrachting. Daarna kreeg hij op voordracht van zijn Republikeinse vrienden een baan bij het King County Office of Law and Justice Planning. Hier hield hij zich bezig met onderzoek naar recidivisme onder criminelen. Tijdens dit onderzoek ontdekte hij hoe slecht de verschillende jurisdicties en politiediensten samenwerkten en ook zag hij dat veel misdaden niet tot rechtszaken leidden. Zowel Evans als Davis schreef lovende aanbevelingen voor Bundy toen hij zich bij de University of Puget Sound (UPS) en de University of Utah aanmeldde voor een studie rechten. Marlin Vortman, een Republikeinse vriend van Bundy, adviseerde hem echter vooral in Washington rechten te studeren, omdat hij dan in contact kwam met lokale advocaten en het zou ook voor zijn politieke ambities van belang zijn. Hij werd aan de UPS aangenomen en begon in 1973 met die studie.
Aangezien hij een obsessie voor Diane Edwards had trachtte hij haar opnieuw voor zich te winnen en hij bezocht haar in 1973. Zij was overdonderd door de enorme transformatie die hij had ondergaan: hij was gedreven, had psychologie gestudeerd en was een studie rechten begonnen. Hun relatie bloeide weer op en tegelijkertijd hield hij de relatie met Kloepfer in stand. Beide vrouwen wisten niet van elkaars bestaan. Ondertussen bleek de studie rechten Bundy enorm tegen te vallen en hij verscheen minder op de universiteit. Edwards vloog diverse keren naar Seattle om Bundy te bezoeken en bij een politieke bijeenkomst stelde hij haar aan Ross Davis voor als zijn verloofde. Toen Kloepfer rond kerst met haar dochter naar haar ouders in Utah ging, verbleef Edwards opnieuw bij hem in Seattle. Bundy logeerde op dat moment in het huis van Marlin Vortman, die met zijn vrouw op vakantie naar Hawaï was. Er werd inmiddels al over een huwelijk gesproken.
Begin 1974 liet hij ineens niets meer van zich horen. Toen Edwards na enkele weken erin slaagde hem te bereiken vroeg ze boos waar hij mee bezig was. Bundy zei niet te weten waar ze het over had, verbrak de verbinding en Edwards hoorde nooit meer iets van hem. Later zou Bundy over die gang van zaken zeggen dat hij aan zichzelf wilde bewijzen dat hij daadwerkelijk met haar had kunnen trouwen. Edwards concludeerde echter achteraf dat Bundy de hernieuwde relatie met haar en het verbreken ervan moest hebben gepland om wraak op haar te kunnen nemen voor het feit dat zij hem jaren eerder had gedumpt. Korte tijd later stopte Bundy met zijn studie.

### Eerste moorden
Het is onbekend wanneer Bundy een moordenaar werd. Hij was jarenlang actief als gluurder en vermoed wordt dat hij al in 1961 zijn eerste slachtoffer maakte. In verschillende interviews beweerde hij dat hij in 1969, 1972 en 1973 had gemoord. De eerste moorden die uiteindelijk concreet aan hem konden worden toegeschreven werden in 1974 gepleegd.
Begin januari 1974 werd in Seattle studente Karen Sparks (in boeken over Bundy meestal vermeld onder het pseudoniem Joni Lenz) in haar slaap overvallen, zwaar mishandeld en voor dood achtergelaten. Ze overleefde de aanval maar lag een tijd in coma en hield er uiteindelijk hersenletsel aan over. Vanaf februari 1974 begonnen in de staat Washington jonge vrouwen te verdwijnen, ongeveer één per maand. Op 1 februari bleek Lynda Healy 's nachts uit haar studentenhuis in Seattle te zijn ontvoerd. Op haar beddengoed zat een bloedvlek en haar nachtjapon hing met bloed bevlekt in haar kast. Aangezien ook haar kleding weg was dacht de politie aanvankelijk dat ze een bloedneus had gehad en vertrokken was om hulp te zoeken. Toen men echter ontdekte dat een buitendeur niet op slot gezeten had vermoedde de politie dat ze ontvoerd was. Healy's huisgenoten durfden niet langer in het studentenhuis te blijven.
In Olympia zou Donna Manson op 12 maart een jazzconcert bezoeken op de campus van het Evergreen State College, maar kwam daar niet aan. Susan Rancourt, een studente aan het Central Washington State College in Ellensburg, zou op 17 april na een bijeenkomst op de campus met een vriendin een Duitse film gaan kijken. Ze kwam echter niet opdagen. In Corvallis, Oregon verdween Kathy Parks op 6 mei zonder een spoor achter te laten van de Oregon State University. De politie had in eerste instantie weinig aanknopingspunten en concreet bewijsmateriaal was er niet of nauwelijks. Wel waren er opvallende overeenkomsten: de verdwenen vrouwen waren studentes, de verdwijningen vonden meestal 's avonds plaats op universiteitsterreinen en een opvallend kenmerk was dat de vrouwen hun haar in een middenscheiding droegen. Ondanks het gebrek aan goede aanwijzingen kwamen er na Rancourts verdwijning meldingen van studentes die op de campus in Ellensburg waren benaderd door een man met zijn arm in een mitella of lopend op krukken met een been in het gips. Hij vroeg ze hem te helpen enkele boeken naar zijn auto (een Volkswagen Kever) te brengen. Een studente vertelde dat hij een vreemde blik in zijn ogen had die haar angst aanjoeg.
In juni waren er opnieuw vermissingen: Brenda Ball was op 1 juni voor het laatst gezien bij een bar in Burien waar ze op de parkeerplaats met een man met een mitella stond te praten. Georgann Hawkins liep op 11 juni 's nachts rond 01.00 uur na een studentenfeestje naar haar kamer op de campus van de University of Washington en verdween spoorloos.
De verdwijningen zorgden voor enorme onrust en paniek. Er was een duidelijke daling van het aantal lifters merkbaar en vrouwen namen extra voorzorgsmaatregelen. Zo gingen ze 's avonds niet alleen de straat op. Veel vrouwen wijzigden hun haardracht om niet aan het signalement van de verdwenen vrouwen te voldoen.
Bundy werkte in die periode bij het Washington DES, het Department for Emergency Services.  Ironisch genoeg was deze organisatie betrokken bij de opsporing van de vermiste vrouwen. Daar werkte ook Carole Ann Boone, met wie hij geregeld uitging en die later in zijn leven nog een belangrijke rol zou spelen.
Op zondag 14 juli 1974 was het erg heet en veel mensen bezochten die dag Lake Sammamish State Park, een recreatiegebied vlak bij Issaquah. Een jonge vrouw werd aangesproken door een man met zijn arm in een mitella. Hij vroeg haar om hulp bij het lossen van een zeilboot. De vrouw liep mee maar eenmaal bij zijn auto bleek de zeilboot te ontbreken. Hij zei vervolgens dat die bij zijn ouders lag, verderop bij een heuvel. De vrouw zei dat haar vrienden op haar wachtten en ze dus geen tijd had. Hij reageerde bijzonder vriendelijk en verontschuldigde zich zelfs voor het feit dat hij niet had gezegd dat de boot niet bij zijn auto lag. Janice Ott was nog maar net gaan zonnen toen ze door dezelfde man werd benaderd met het verzoek om hulp bij het lossen van zijn zeilboot. Ze spraken een poosje en toen zij zich voorstelde met de naam Jan reageerde hij met te zeggen dat zijn naam Ted was. Toen hij haar vertelde dat de zeilboot bij zijn ouders in Issaquah lag reageerde ze spontaan met de opmerking dat ze daar zelf ook woonde. Ze zocht haar spullen bij elkaar en liep met hem mee. Ott werd niet meer levend gezien. Enkele uren later verdween Denise Naslund, die met een stel vrienden in het park was, spoorloos na een bezoek aan het toilet. Toen ze niet bij haar vrienden terugkwam zochten ze zelf urenlang het park af. Daarna waarschuwden zij de politie.
De verdwijningen in Lake Sammamish kregen veel aandacht in de media en de politie kreeg voor het eerst zeer bruikbare informatie van getuigen. Diverse vrouwen bleken door hem te zijn aangesproken. Ze beschreven een knappe man in witte kleding met donker haar en zijn arm in een mitella. Een getuige omschreef zijn accent als Canadees of Brits en een andere getuige had gehoord dat hij zich aan Janice Ott had voorgesteld als 'Ted'. Verder meldde een getuige dat de man een Volkswagen Kever had.
Toen deze informatie bekend werd en er zelfs een compositietekening werd vertoond, kwamen 200 tips per dag binnen. Een van die tips betrof een zekere Ted Bundy. Liz Kendall, Ann Rule, een professor van de universiteit waar Bundy had gestudeerd en een collega van het DES hadden allen Bundy's naam doorgegeven. Kendall verstrekte zelfs foto's van hem aan de politie. Toen de politie Bundy natrok bleek uit niets dat hij de gezochte Ted was: een student rechten zonder (volwassenen)strafblad werd niet als verdacht aangemerkt en de politie richtte zich op andere, meer voor de hand liggende personen.
Op zijn werk bij het DES kreeg Bundy te maken met plagerijen van zijn collega's die hem vertelden dat hij wel veel weg had van de compositietekening. Toch vermoedde niemand verder iets.
Agent Robert Keppel was in Seattle belast met het onderzoek naar de moorden. Hij zou zich jarenlang met de Ted-moorden bezighouden en schreef er twee boeken over. Omdat de verdwijningen in Washington in verschillende juridische gebieden hadden plaatsgevonden werkten meerdere politiekorpsen aan het onderzoek, maar een onderlinge samenwerking bestond niet of nauwelijks. Hoewel Keppel aanvankelijk sceptisch was dat een enkele dader verantwoordelijk voor de verdwijningen was, brachten hij en zijn collega's alle vermissingen nauwkeurig in kaart. De overeenkomsten tussen de zaken waren onmiskenbaar en dus werd alles in het werk gesteld de man te vinden.

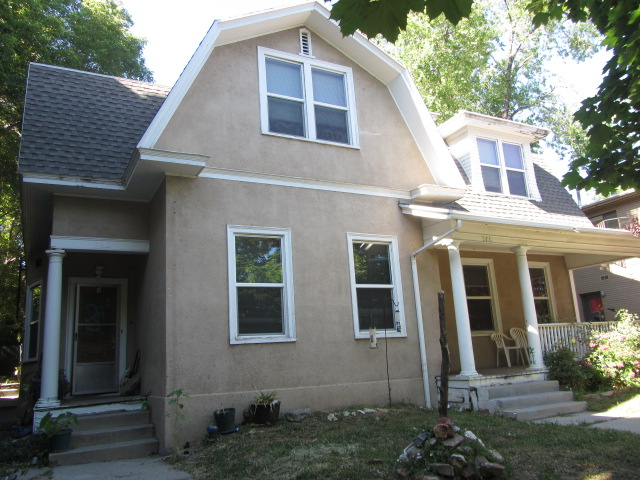
Het huis in Salt Lake City waar Bundy van september 1974 tot oktober 1975 een appartement huurde. Het raam van zijn appartement bevindt zich uiterst rechts op de eerste etage.

Mede op aandringen van Liz Kendall verhuisde Bundy begin september 1974 naar Utah om daar aan de universiteit van Salt Lake City zijn rechtenstudie voort te zetten. Aangezien zij uit die staat kwam en een groot deel van haar familie daar woonde, hoopte ze uiteindelijk met Bundy in Utah te gaan wonen. Ze liet hem met lede ogen gaan aangezien ze wist dat hij haar niet trouw was geweest en ze vreesde terecht dat hij in Utah opnieuw relaties met vrouwen zou aanknopen.
Begin september 1974 troffen twee jagers enkele kilometers van Lake Sammamish State Park een schedel en andere botten zoals een ribbenkast aan. Ook vond men strengen zwart haar. Forensisch onderzoek wees uit dat de overblijfselen aan Ott en Naslund toebehoorden. Ook werd een wervel gevonden die op een derde slachtoffer duidde. Pas jaren later zou Bundy vertellen dat dat slachtoffer Georgann Hawkins was.
Door Bundy's vertrek stopten de moorden in Washington abrupt. In Utah werden echter al snel vrouwen als vermist opgegeven. Zo verdwenen achtereenvolgens Nancy Wilcox op 2 oktober in Holladay, Melissa Smith (de dochter van politiechef Louis Smith van Midvale) op 18 oktober en Laura Aime op 31 oktober in Lehi. Het lijk van Wilcox is nooit gevonden. Smith werd na negen dagen gevonden en Aime na bijna een maand. Uit onderzoek bleek dat Smith tot zeven dagen na haar verdwijning in leven was gehouden. Beide lichamen vertoonden tekenen van bruut geweld met een stomp voorwerp, verkrachting en verwurging. Op Smiths gezicht werd make-up gevonden die ze nooit gebruikte en het haar van Aime bleek gewassen te zijn.
Op 8 november werd Carol DaRonch in het Fashion Place-winkelcentrum in Murray aangesproken door een keurig geklede man met een snor die zich voorstelde als agent Roseland. Hij vroeg haar naar het kenteken van haar auto en zei dat er iemand had geprobeerd in haar auto in te breken. Ze liep met hem mee, maar bij haar auto was alles in orde. Roseland vroeg of ze met hem mee wilde gaan naar het bureau voor een officiële aanklacht, omdat zijn collega een verdachte had aangehouden. DaRonch vroeg hem toen om legitimatie waarop de man haar in een flits een gouden insigne liet zien. Zij stapte bij hem in de auto, een Volkswagen Kever. Hoewel ze het vreemd vond dat hij niet in een politiewagen reed, bedacht ze dat hij misschien undercover was of geen dienst had. Al snel merkte ze dat hij niet in de richting van het politiebureau reed en ze maakte daar een opmerking over. Plotseling stopte hij en greep haar arm vast waarop hij een handboei om haar pols vastmaakte. In paniek vocht ze terug en in de worsteling kwam de tweede schakel van de boei aan dezelfde pols te zitten. Voordat hij met een breekijzer haar schedel kon inslaan wist ze de autodeur open te krijgen en liet zich uit de auto vallen. Ze rende totaal overstuur weg waarop de Kever meteen wegreed. DaRonch hield een auto staande en zij werd door de inzittenden naar de politie gebracht. Agent Roseland was niet bekend bij de politie. DaRonch gaf duidelijke beschrijvingen en haar informatie bleek zeer waardevol. Op haar kleding werd een bloedvlek aangetroffen. DaRonch had zelf bloedgroep A-positief, maar het bloed op haar kleding bleek bloedgroep O te zijn. Later bleek Bundy deze bloedgroep te hebben.
Bundy was na de mislukte ontvoeringspoging op DaRonch echter nog altijd op zoek naar een slachtoffer. Later die avond kwam hij aan bij een highschool in Bountiful. Daar werd een toneelvoorstelling gehouden en hij trachtte diverse studentes en een lerares mee te lokken, waarschijnlijk opnieuw onder het mom van politieagent. Allen weigerden. Debby Kent was met haar ouders bij de voorstelling die wat uitliep. Ze verliet de school om met de auto haar broer bij de rolschaatsbaan op te halen. Ze verdween van het parkeerterrein, maar de auto stond nog op zijn plek. Toen de gewaarschuwde politie de locatie onderzocht vond men een sleutel van een set handboeien. Die sleutel bleek te passen op de handboeien die DaRonch had omgehad. Een getuige vertelde dat hij een Kever met hoge snelheid van het parkeerterrein had zien wegrijden. Diverse getuigen meldden dat ze iemand hadden horen schreeuwen op de parkeerplaats.
Toen Liz Kendall las over de gebeurtenissen in Utah, besloot ze de politie in Salt Lake City te informeren over haar vriend. Op dat moment was Bundy overigens al in beeld bij de autoriteiten in Seattle. Zo was uit onderzoek gebleken dat hij op de universiteit dezelfde colleges had gevolgd als Lynda Healy en ook waren beiden kort na elkaar in dezelfde winkel geweest, wat tot de conclusie leidde dat hij haar zou kunnen hebben gevolgd voor hij toesloeg. Ook in een andere vermissingszaak was Bundy's naam gevallen: Bundy had een vriend bezocht op de campus waar Susan Rancourt verdwenen was. Dat bezoek bleek een week voor haar verdwijning te zijn geweest en later ontdekte men dat een studente rond diezelfde tijd een man was tegengekomen die haar hulp nodig had bij het naar zijn auto brengen van enkele boeken. Hij werd verder onder de loep genomen.
In 1975 verlegde Bundy zijn werkterrein naar Colorado en Idaho. Op 12 januari was Caryn Campbell, een verpleegster uit Michigan, op skivakantie in Aspen toen ze verdween. Haar lichaam werd een maand later gevonden. Haar schedel was ingeslagen en vermoed werd dat ze was verkracht. Op 15 maart sloeg hij toe in Vail, waar hij Julie Cunningham, een skilerares, ontvoerde. Nog geen maand later ging Denise Oliverson uit Grand Junction na een ruzie met haar man op de fiets naar haar ouders, maar kwam daar nooit aan. Haar fiets en sandalen werden later onder een viaduct teruggevonden. Op 6 mei werd Lynette Culver in Pocatello, Idaho, vlak bij haar school ontvoerd. Susan Curtis verdween op 28 juni van een conferentie in Provo. De lichamen van Cunningham, Oliverson, Culver en Curtis zijn nooit teruggevonden.

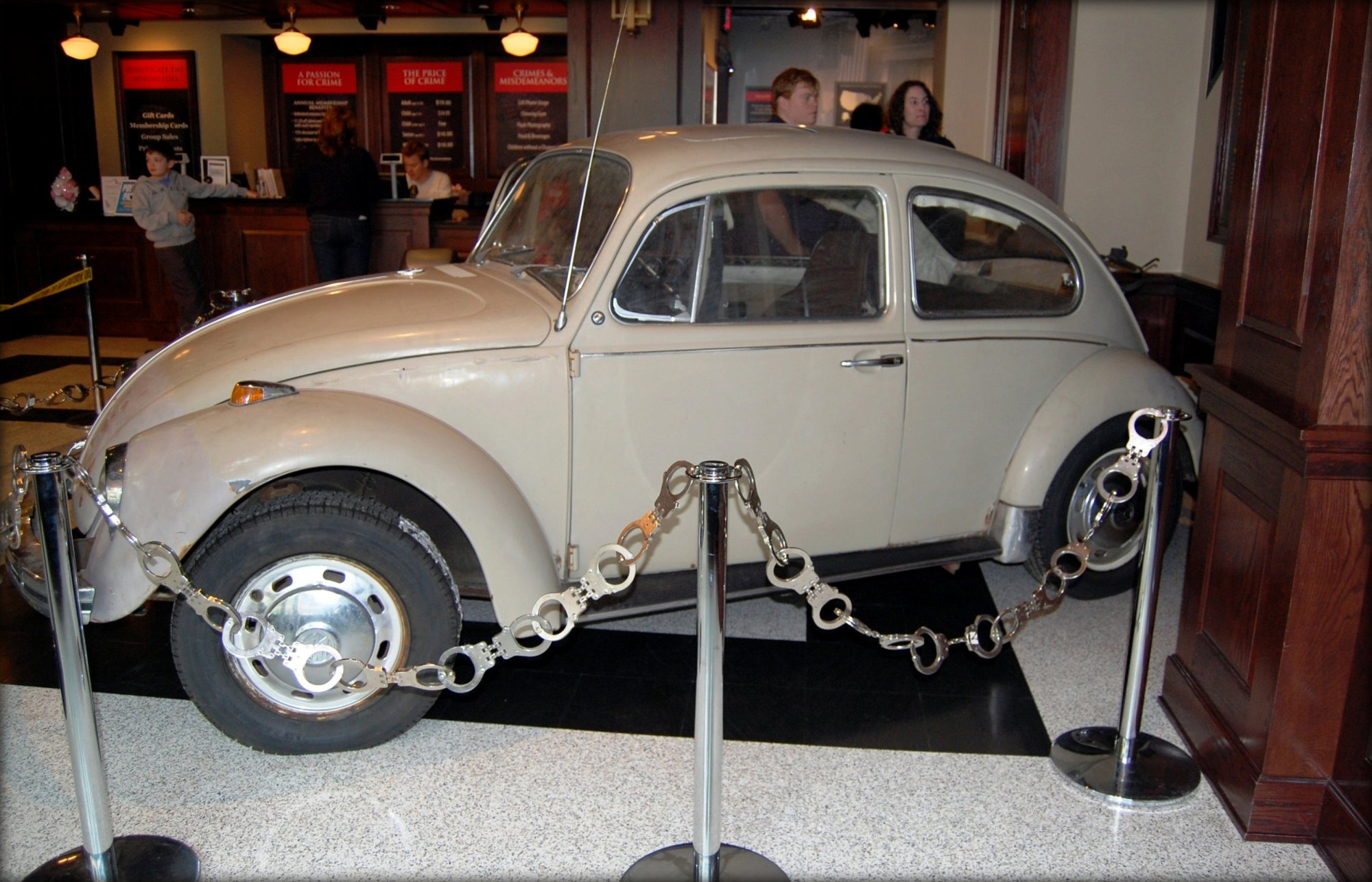
Bundy's Volkswagen Kever, tot 2015 tentoongesteld in het National Museum of Crime and Punishment, Washington DC

In Washington was de politie echter nog altijd druk doende met het onderzoek naar de verdwijningen. In maart 1975 werden op Taylor Mountain vlak bij Seattle diverse schedels aangetroffen. Na onderzoek kon de identiteit van hen worden vastgesteld: het betrof de verdwenen Healy, Rancourt, Ball en Parks. Op de schedels waren sporen van bruut geweld zichtbaar. Uit het onderzoek kwam vast te staan dat de schedels er ongeveer gelijktijdig moesten zijn achtergelaten. De moordenaar had de schedels blijkbaar ergens bewaard.
Omdat de politie in Washington de enorme hoeveelheid aanwijzingen en informatie wilde ordenen, stelde Keppel voor een computer in te zetten. De beschikbare computer (vergeleken met nu een enorm apparaat met magneetbanden) werd normaal gesproken voor de salarisadministratie gebruikt. Er werden lijsten met verdachte personen opgesteld in verschillende categorieën. Zo waren er lijsten met namen van kennissen van slachtoffers, mensen die Ted heetten, bezitters van Volkswagen Kevers, zedendelinquenten en talloze andere informatie. Door al die lijsten door de computer te halen en deze op overeenkomsten te laten zoeken werd het aantal verdachten van 3000 teruggebracht tot 200 en vervolgens tot 25. Er werd gekeken welke personen op meer dan één lijst voorkwamen. Ted Bundy kwam op vier lijsten voor en dus zou het nog maar een kwestie van tijd zijn voor de politie zich op hem focuste. Kort daarna kwam er nieuws uit Utah: Bundy bleek te zijn opgepakt.

### Arrestatie, proces en ontsnappingen
Op 16 augustus 1975 zag een agent rond 2.30 in een buitenwijk van Salt Lake City een Volkswagen Kever langs de weg geparkeerd staan. Toen hij de chauffeur wilde aanspreken ging die er met gedoofde lampen vandoor. Na een korte achtervolging stopte de Kever uiteindelijk bij een benzinestation. De agent vroeg de chauffeur om zijn rijbewijs. Dat bleek te staan op naam van Theodore Robert Bundy. Op de vraag waarom hij ervandoor ging, antwoordde Bundy dat hij marihuana rookte en bang was voor een aanhouding. De agent vroeg wat hij zo laat op straat deed waarop Bundy vertelde dat hij naar de bioscoop geweest was en daar The Towering Inferno gezien had. De agent werd achterdochtig want hij wist dat er alleen westerns vertoond werden en vroeg toestemming om de Kever te doorzoeken. Het viel hem op dat in Bundy's Kever de passagiersstoel ontbrak. In de auto trof hij plastic zakken, touw, een breekijzer, een ijspriem, handschoenen, handboeien en een van een nylon kous gemaakt masker voorzien van kijkgaten aan. Tijdens de ondervraging legde Bundy kalm uit dat hij het masker gebruikte tijdens skiën, de handboeien in een vuilcontainer gevonden had en de rest was 'gewoon huishoudelijk materiaal'. De agent meende echter dat het inbrekerswerktuigen waren. Hij nam Bundy in hechtenis op verdenking van vluchten voor de politie en het in bezit hebben van inbrekerswerktuigen. Hij werd overgebracht naar het bureau, gefotografeerd en ingeschreven. Hij mocht daarna vertrekken op voorwaarde dat hij zich beschikbaar hield voor verdere ondervraging. De volgende dag nam een rechercheur het onderzoek ter hand. Hij legde mede door de Kever en de aangetroffen handboeien een verband met de mislukte ontvoering van DaRonch. De naam Bundy kwam hem bekend voor, aangezien die naam voorkwam in een melding vanuit Washington. Bundy werd enkele dagen later formeel aangehouden op verdenking van het bezit van inbrekersgereedschap en poging tot vluchten voor de politie. Hij werd uitgebreid verhoord. Hij gedroeg zich uitermate kalm en leek de hele situatie nogal amusant te vinden. Toen hem een document werd voorgelegd waarin hem toestemming gevraagd werd zijn huis te doorzoeken ondertekende hij dat vlot. Daarna mocht hij het bureau verlaten.
DaRonch kreeg een groot aantal foto's te zien. Daaronder zaten er diverse van Bundy. Hoewel ze in eerste instantie twijfels had haalde ze Bundy's foto eruit waarbij ze opmerkte dat de snor ontbrak.
Toen Bundy's woning werd doorzocht trof de politie brochures aan van skigebieden in Colorado en ook vond men een kaart waarop het hotel was gemarkeerd waar Caryn Campbell was verdwenen. Verder vond men een flyer waarin de schoolvoorstelling van 8 november 1974 in Bountiful werd aangekondigd. Bundy zou later vertellen dat hij Polaroidfoto's van zijn slachtoffers in een werkkast bewaarde en die waren bij de huiszoeking niet gevonden. Na afloop van de huiszoeking vernietigde hij die foto's.
Bundy werd geobserveerd en agenten zagen hem zijn Kever grondig schoonmaken. In september verkocht hij zijn auto aan een tiener, toevallig een klasgenoot van Melissa Smith. De politie nam de auto later in beslag en haalde hem voor forensisch onderzoek helemaal uit elkaar. Er werden bloedsporen aangetroffen. In de kofferbak werd een haar gevonden die van Caryn Campbell bleek te zijn en een schaamhaar van Melissa Smith.
Liz Kendall werd in september in Washington door agenten uit Utah uitgebreid gehoord over haar relatie met Bundy. Ze vertelde dat hij overdag vaak sliep en 's nachts geregeld wegging. Ze had spullen in huis gevonden waar ze niets van begreep: materiaal om gipsverbanden aan te leggen, krukken en zelfs een zak met vrouwenkleding. Ook zei ze dat hij bizarre seksuele ideeën had. Zo vroeg hij haar of ze anale seks wilde, wat ze vol afgrijzen weigerde. Wel liet ze toe dat hij haar enkele keren vastbond. Verder vertelde ze dat ze op een nacht wakker werd en merkte dat Bundy onder de dekens met een zaklantaarn haar lichaam bestudeerde. Wat haar ook opviel was dat Bundy allerlei spullen bezat die hij zich met zijn financiële mogelijkheden niet kon veroorloven. Toen ze daar iets van zei dreigde hij haar nek te breken als ze dat aan anderen zou vertellen. Hij raakte behoorlijk van streek toen ze eens voorstelde haar haar (dat ze in een middenscheiding droeg) te laten knippen. Uit het gesprek bleek tevens dat Bundy op de avonden dat de studentes in Washington waren verdwenen niet bij haar was. Kendall werd later nogmaals ondervraagd en werd toen op de hoogte gebracht van de relatie die Bundy in 1973 met Stephanie Brooks had gehad.
Op 2 oktober werd Bundy gesommeerd te verschijnen bij een Osloconfrontatie (ook wel line-up). De agenten stonden versteld toen ze hem zagen: Bundy was naar de kapper geweest en droeg zijn haar totaal anders, waardoor hij bijna onherkenbaar leek. Hij deed dit om de getuigen op een dwaalspoor te brengen. Hij werd in een rij geplaatst tussen andere mannen waarbij ze van voren en van opzij getoond werden. Ook moesten ze enkele regels tekst opzeggen. Bundy stond in de rij op de zevende plek. Carol DaRonch was aanwezig evenals enkele getuigen die Bundy hadden gezien bij de schoolvoorstelling in Bountiful. Allen kregen het verzoek het nummer van de verdachte op te schrijven en allen noteerden nummer zeven. Na deze identificatie werd Bundy op de hoogte gebracht dat hij herkend was, waar hij erg van schrok. Vervolgens werd hij formeel gearresteerd en opgesloten. De borg werd bepaald op 100.000 dollar, maar dat werd later verlaagd naar 15.000 dollar. Nu werd een strafzaak tegen hem opgebouwd voor de poging tot ontvoering van en moord op DaRonch. Wegens gebrek aan bewijs moest de aanklacht voor poging tot moord uiteindelijk worden geschrapt.
Bundy's aanhouding had ondertussen al voor ophef in Washington gezorgd. Men kon zich niet voorstellen dat hij schuldig was en vrijwel iedereen geloofde in zijn onschuld. Bundy zelf liet weten dat de vele steunbetuigingen hem goeddeden en hem het gevoel gaven dat hij echt wat had bereikt in het leven.
In november kwam Bundy vrij op borgtocht nadat zijn ouders de 15.000 dollar aan borg hadden betaald. In de periode tot het begin van de rechtszaak woonde Bundy bij Liz Kendall, terwijl de politie hem observeerde. Kendall schreef later in haar boek The Phantom Prince over haar relatie met Bundy dat het in die tijd voor hen praktisch onmogelijk was de deur uit te gaan aangezien er zoveel burgerauto's van de politie startten dat het leek of de Indy 500-race begon.
In november kwamen de belangrijkste politiefunctionarissen die zich met de zaak Bundy bezighielden (Robert Keppel uit Washington, Jerry Thompson uit Utah en Mike Fisher uit Colorado) met een team van dertig onderzoekers en aanklagers uit vijf staten bijeen in Aspen. Tijdens deze bijeenkomst, die later bekendstond als de Aspen Summit, werd uitgebreid informatie uitgewisseld en kwam men gezamenlijk tot de conclusie dat Bundy de man was die ze zochten. Tegelijk moesten ze erkennen dat voor aanklachten tegen hem veel meer concreet bewijs nodig was.
De rechtszaak begon op 23 februari 1976. Op advies van Bundy's advocaat John O'Connell werd verzocht om een rechtszaak zonder jury aangezien de zaak veel publiciteit had gehad. DaRonch werd scherp ondervraagd, maar wees Bundy aan als de dader. Bundy gaf toe dat hij tegenover agenten had gelogen over zijn activiteiten op 16 augustus 1975 en had verder voor de avond waarop Carol DaRonch bijna het slachtoffer werd geen sluitend alibi. Bundy's leugens bevielen rechter Stewart Hanson niet. Na een week werd hij schuldig bevonden aan de ontvoeringspoging van DaRonch. Een psychiater kreeg ondertussen opdracht Bundy te onderzoeken. Toen dat onderzoek afgerond was kwam het officiële vonnis: 1 tot 15 jaar cel met kans op vervroegde vrijlating.
In oktober werd Bundy betrapt in de struiken op het gevangenisterrein. Daar werden kaarten, vluchtschema's van luchtvaartmaatschappijen en andere informatie gevonden. Verdacht van het in bezit hebben van een ontsnappingspakket werd hij enkele weken in afzondering opgesloten. Op 22 oktober werd Bundy officieel in staat van beschuldiging gesteld van de moord op Caryn Campbell in Colorado. De aanklacht was (mede) gebaseerd op het aangetroffen hoofdhaar van Campbell in Bundy's auto. Bundy wilde zichzelf in deze zaak verdedigen. Om uitlevering aan Colorado te voorkomen tekende hij aanvankelijk juridisch protest aan maar trok dit later in. In januari 1977 werd hij naar Colorado uitgewezen en overgebracht naar Glenwood Springs.
Bundy had echter ontsnappingsplannen. Tijdens voorbereidende zittingen in de rechtbank in Aspen merkte hij dat er op de eerste verdieping bij goed weer altijd ramen openstonden. Om zich voor te bereiden op een uitbraakpoging trainde hij zijn enkels door in zijn cel sprongen te oefenen. Dat deed hij door van zijn stapelbed te springen. Op 7 juni 1977 werd Bundy door een agent tijdens een pauze van een zitting op eigen verzoek naar de rechtbankbibliotheek gebracht zodat hij enkele wetboeken kon raadplegen. Hij wachtte tot de agent, die in de gang stond te roken, niet oplette. Vervolgens sprong hij uit het raam van de eerste verdieping naar beneden en vluchtte. Bij de sprong kneusde hij zijn enkel. Zijn sprong was echter gezien door een getuige die meteen alarm sloeg.
De omgeving werd direct afgezet en dagenlang werd uitgebreid gezocht. De ontsnapping zorgde voor veel kritiek op justitie maar werd ook onderwerp van ludieke grappen. Zo kon men bij fastfoodrestaurants een Bundyburger bestellen, een hamburger zonder vlees. Mensen liepen rond in T-shirts met teksten als 'Bundy is free, you can bet your Aspen on it' en 'Bundy lives in the Rocky Mountains'. Lifters zetten op hun bordje met hun gewenste reisdoel tevens de tekst 'I'm not Bundy'.
Bundy bleef, ondanks uitgebreide zoektochten en wegversperringen, bijna een week op vrije voeten. Hij zwierf rond op Aspen Mountain en miste twee bergwegen die naar Crested Butte voerden, zijn reisdoel. Hij brak in berghutten in en stal daar eten. Hij kwam zelfs een bewapend lid van een zoekteam tegen dat naar hem op zoek was maar hij wist zich met een smoes uit de voeten te maken. Hij kwam uiteindelijk op 13 juni terug naar Aspen, ondertussen oververmoeid door slaapgebrek en gehinderd door zijn enkel. Hij stal een auto maar werd vanwege zijn opvallend slingerende rijgedrag aangehouden.

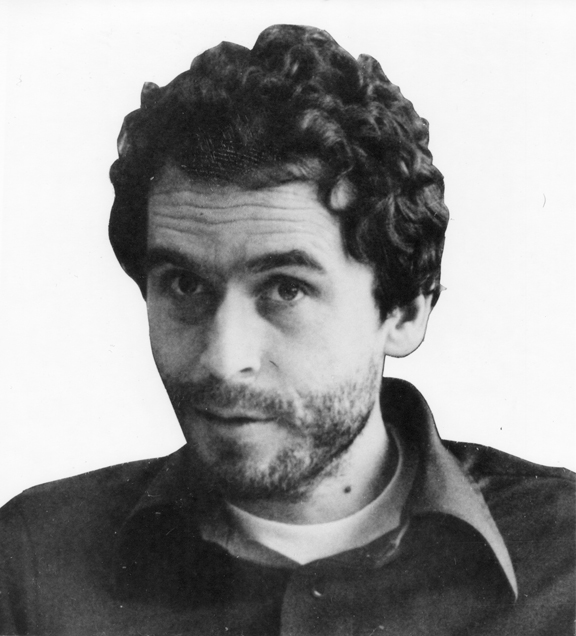
Bundy in 1977

Eenmaal terug in de cel begon Bundy zich opnieuw op een ontsnapping voor te bereiden. Hij zag kans 500 dollar te vergaren, deels gebracht door een vriendin, deels gedoneerd door goede vrienden die meenden dat hij met dat geld goede juridische bijstand kon krijgen. Via een medegevangene wist hij een ijzerzaagje te bemachtigen. Bij de lamp in Bundy's cel zat een zwakke lasnaad en Bundy begon die door te zagen om zo in de kruipruimte erboven te kunnen komen. Tegelijkertijd begon hij zijn eetpatroon te wijzigen. Hij begon af te vallen en verloor uiteindelijk zo'n 16 kilo. Uiteindelijk lukte het hem in de kruipruimte te komen en hij begon onmiddellijk te zoeken naar een ontsnappingsmogelijkheid. Medegevangenen maakten melding van lawaai in de kruipruimte maar niemand nam moeite nader onderzoek in te stellen.
Eind 1977 kreeg Bundy te horen dat de eerste zittingsdag in de zaak-Campbell op 9 januari 1978 zou worden gehouden. Hoewel aanvankelijk was overeengekomen dat in de zaak-Campbell geen doodvonnis zou worden geëist, werd bekend dat hij voor de zitting zou worden overgebracht naar Colorado Springs waar rechtszaken vaak tot een veroordeling tot de doodstraf leidden. Op 30 december stopte hij boeken en andere materialen onder zijn deken om zo de indruk te wekken dat hij gewoon lag te slapen. Hij wrikte zich door de opening in het plafond van zijn cel en kroop in de kruipruimte. Het huis van bewaker Robert Morrison lag vlak naast de gevangenis en Bundy wist door het plafond in het huis te komen. Morrison en zijn vrouw waren die avond uit. Sowieso was de bewaking in de gevangenis in de kerstperiode minder omdat veel bewakers vrij hadden en sommige gevangenen kerstverlof hadden.
Bundy kleedde zich in Morrisons huis om en vertrok. Het was bitter koud en er stond een sneeuwstorm. Bundy stal een auto maar al snel kreeg hij pech. Een automobilist gaf hem een lift naar Vail en Bundy stapte daar op de bus naar Denver. In Denver kocht hij een ticket voor de TWA-vlucht van 8:55 naar Chicago.
Bundy's vlucht werd pas laat ontdekt. Omdat hij in de weken voor de ontsnapping het ontbijt oversloeg kwam de bewaking pas rond het middaguur tot de ontdekking dat hij verdwenen was, 17 uur na zijn ontsnapping. Op dat moment bevond Bundy zich reeds in Chicago.

### Florida: de laatste moorden en opnieuw gearresteerd
Van Chicago reisde Bundy per trein naar Ann Arbor, Michigan. Hij vond het echter veel te koud en daarom stal hij een auto. Zo wist hij in Georgia te komen, waar hij de auto in een achterbuurt achterliet. Hij nam de bus en kwam op 8 januari 1978 aan in Tallahassee, Florida.
Onder de naam Chris Hagen huurde hij een kamer in een studentenhuis. Hij nam zich voor zich gedeisd te houden en als hij werk kon vinden, zou hij wellicht een normaal bestaan kunnen opbouwen, aangezien hij in Florida niet bekend was. Toen hij bij een bouwplaats om werk vroeg werd hem naar een identiteitsbewijs gevraagd, iets dat hij niet bij zich had. Bundy begon (opnieuw) te stelen en kwam zo in het bezit van diverse creditcards en identiteitskaarten.
Hoewel hij zich onopvallend wilde gedragen kwamen zijn moordneigingen in alle hevigheid terug. In de nacht van 14 op 15 januari drong hij het studentenhuis van de Chi Omega-studentenvereniging binnen en ging gewapend met een knuppel van kamer naar kamer. Margaret Bowman en Lisa Levy werden zwaar mishandeld en gewurgd. Bundy beet Levy in haar bil en bij de autopsie bleek dat een tepel bijna volledig was afgescheurd. Ze was tevens verkracht met een bus haarlak. Bowman was zo erg toegetakeld dat de lijkschouwer niet kon vaststellen waar de ene schedelbreuk ophield en de andere begon. Twee andere studentes, Karen Chandler en Kathy Kleiner, die een kamer deelden, liepen zware verwondingen op maar overleefden. Kleiner vertelde later dat zij wakker werd toen Bundy de kamer binnenkwam en struikelde over de kist die de scheiding vormde tussen de beide bedden. Terwijl ze nog half sliep viel Bundy beide studentes aan. Ineens baadde hun kamer in het volle licht aangezien de gordijnen open waren. Het licht was afkomstig van koplampen. Nita Neary werd op dat moment bij het Chi Omega-studentenhuis afgezet door haar vriend. Bundy vluchtte in allerijl. Neary was net binnengekomen en zag hem vluchten. Bundy drong enkele huizenblokken verder opnieuw een huis binnen en viel studente Cheryl Thomas aan. Twee studentes die naast Thomas woonden werden gewekt door lawaai en probeerden Thomas te bellen. Bundy vluchtte toen hij de telefoon in Thomas' huis hoorde overgaan. Toen zij niet opnam en er gekerm hoorbaar was waarschuwden de studentes de politie die snel ter plaatse was. Thomas bleek diverse schedelfracturen te hebben en zou door de aanval aan een oor doof worden. Zij moest tevens haar dansopleiding beëindigen omdat ze aan de aanval evenwichtsstoornissen overhield.
Op 8 februari ging Bundy met een gestolen busje naar Jacksonville en sprak daar de 14-jarige Leslie Parmenter aan. Zij was onderweg naar huis en zou door haar broer worden opgehaald. Zich uitgevend voor brandweerman Richard Burton vroeg hij waar ze naar school ging. Het viel haar op dat hij zich erg zenuwachtig gedroeg. Ze vroeg zich af waarom hij dat wilde weten. Op dat moment kwam haar broer met de auto aan en hij vroeg meteen wat de man wilde. Bundy stamelde een excuus en ging er gehaast vandoor. Leslies broer noteerde Bundy's kenteken en gaf dat aan hun vader door, die politieman was en er meteen werk van maakte. Bundy verliet Jacksonville en reed westwaarts richting Lake City.
Op 9 februari ontvoerde Bundy een 12-jarig meisje, Kimberly Leach van haar school in Lake City en vermoordde haar. Zij zou zijn laatste slachtoffer zijn. Bundy verliet Tallahassee op 12 februari in een gestolen oranjekleurige Kever en vluchtte. Op 15 februari 1978 werd hij in Pensacola gezien toen hij opviel bij een gesloten restaurant. Toen agent David Lee het kenteken van de auto natrok bleek dat de auto gestolen was. Bij zijn aanhouding probeerde Bundy te vluchten. Na een korte achtervolging waarbij Lee waarschuwingsschoten loste volgde een worsteling. Lee wist hem kort daarna te overmeesteren. In de Kever werden 21 creditcards, 3 sets ID-kaarten en een tv gevonden. Ook trof men de kleding aan die Bundy droeg tijdens de mislukte ontvoeringspoging in Jacksonville. Toen Lee zijn arrestant had overmeesterd hoorde hij Bundy zeggen 'ik wilde dat je me had doodgeschoten'. Even later vroeg hij of hij zou worden doodgeschoten als hij bij de gevangenis zou proberen te vluchten. Daarnaast gaf hij aan dat Lee zeker promotie zou maken met zijn arrestatie.
Aanvankelijk gaf Bundy zich uit voor Kenneth Raymond Misner, van wie hij de identiteitskaart in bezit had. Toen de echte Misner hoorde dat hij zou zijn gearresteerd meldde hij zich bij de politie. Bundy veranderde zijn naam daarna in John Doe, hetgeen in de VS de standaardnaam is voor mannelijke niet-geïdentificeerde individuen. Na enkele dagen gaf hij na overleg met een advocaat zijn werkelijke identiteit prijs. Hoewel de naam Bundy de agenten in eerste instantie weinig zei veranderde dat toen men erachter kwam dat hij op de FBI-lijst van tien meestgezochte misdadigers stond.
Na zijn arrestatie werd met de creditcards een verband gevonden met Tallahassee en Lake City zodat Bundy verdachte werd in de moordzaken van het Chi Omega-studentenhuis en de vermissing van Kimberly Leach. Zo werd een uitgebreide strafzaak tegen Bundy opgebouwd. Leach' lichaam werd in april 1978 in Suwannee State Park gevonden. Op de vindplaats van het lijk werden sporen van Bundy aangetroffen.

### De rechtszaken in Miami en Orlando
Omdat een veroordeling niet op voorhand vaststond bood het OM Bundy in mei 1979 een deal aan: Bij een bekentenis in de moorden op Levy en Bowman én Leach zou hij 75 jaar cel krijgen, zonder kans op vervroegde vrijlating. Bundy zag die deal in eerste instantie wel zitten. Als hij de deal accepteerde kon hij afwachten tot getuigen hun verklaringen herriepen en wachten tot bewijsmateriaal verloren ging om vervolgens een heropening van de zaak aan te vragen. Toch wees hij op het allerlaatste moment het aanbod van de hand. Advocaat Mike Minerva zei daarover dat Bundy dan zou hebben moeten toegeven dat hij schuldig was, iets dat hij niet kon of wilde.
Op 25 juni 1979 begon de rechtszaak in Miami. Bundy, die ondanks de aanwezigheid van diverse advocaten er opnieuw voor koos zichzelf te verdedigen, was erin geslaagd het proces te laten verplaatsen wegens de vele publiciteit in en rond Tallahassee.
Bundy's proces was een van de eerste die op tv werden uitgezonden en de media-aandacht was overweldigend. De rechtszaal zat vol en onder de aanwezigen waren Bundy's ouders en Ann Rule. Bundy genoot van alle aandacht en groeide door zijn charisma en knappe voorkomen uit tot een mediasensatie. Hij maakte oogcontact met veel vrouwelijke bewonderaars die bij wijze van spreken om een plaatsje in de rechtbank vochten. Rule zou daarover later zeggen dat die vrouwen zich niet realiseerden dat ze zijn slachtoffers hadden kunnen zijn als hij ze tijdens zijn jacht op vrouwen zou zijn tegengekomen. Bundy had er vertrouwen in dat hij zou worden vrijgesproken en speelde met overtuiging de rol van eigen advocaat.
Diverse getuigen kwamen aan het woord. Studente Nita Neary die hem uit het Chi Omega-studentenhuis had zien vluchten wees hem aan als verdachte. Andere studentes vertelden hoe ze Bundy op 14 januari 1978 enkele uren voor de moorden hadden gezien in Sherrod's, een bar pal naast het Chi Omegahuis. Een studente vertelde dat ze met hem had gedanst maar dat ze hem eng vond en dat hij op een bajesklant leek.

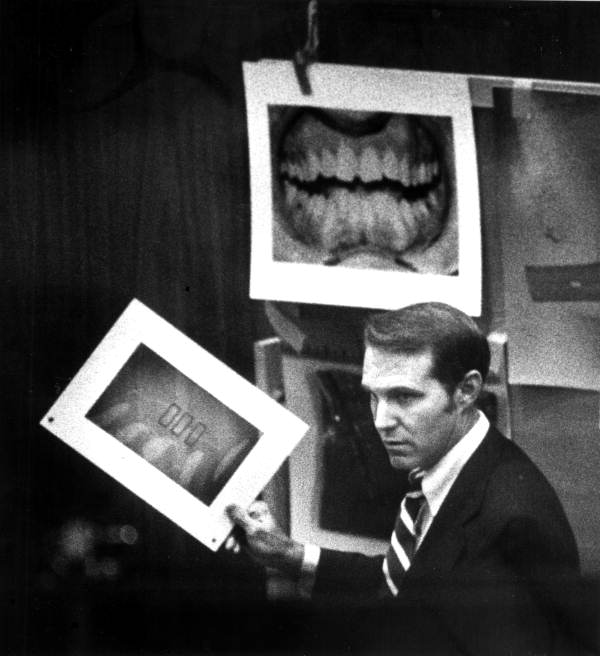
Tandheelkundige Richard Souviron presenteert het tandheelkundig bewijsmateriaal

De beetafdrukken op de bil van Lisa Levy bleken cruciaal als bewijs. Twee tandheelkundigen, Richard Souviron en Lowell Levine, hadden in opdracht van het OM gipsafdrukken van Bundy's gebit gemaakt en die werden via transparante sheets vergeleken met de afdrukken op Levy's bil. Ze bleken overeen te komen.
Hoewel Bundy totaal niet op een moordlustige maniak leek kreeg de rechtszaal een glimp van de moordenaar Bundy te zien. Toen Bundy agent Ray Crew ondervroeg en hem verzocht in detail te vertellen wat hij gezien had toen hij het lichaam van Levy ontdekte zag de zaal hoe Bundy zich amuseerde.
Eind juli 1979 werd de strafmaat bepaald. De jury verklaarde hem schuldig aan tweevoudige moord en drie pogingen daartoe. Rechter Edward Cowart sprak in een afzonderlijke zitting de doodstraf (door middel van de elektrische stoel) uit. Zelfs hij moest erkennen dat hij onder de indruk van Bundy was: 'U zou een goede advocaat zijn geweest en ik had u graag hier voor mijn balie aan het werk gezien. U bent echter een andere weg ingeslagen. Pas goed op uzelf en ik wil dat u weet dat ik niets tegen u heb.'
In januari 1980 verscheen Bundy opnieuw voor de rechter, ditmaal in Orlando waar hij terechtstond voor de moord op Kimberly Leach. In deze zaak was voldoende forensisch bewijs aanwezig om hem veroordeeld te krijgen. Bundy maakte tijdens de zaak gebruik van een oude wet die het uitwisselen van trouwbeloften in een rechtbank tot een geldig huwelijk maken. Bundy vroeg Carole Boone ten huwelijk toen zij als getuige werd opgeroepen. Boone was al jaren Bundy's trouwste supporter en kwam in beeld als zijn vriendin toen Liz Kloepfer in 1976 haar relatie met Bundy verbrak tijdens zijn gevangenschap in Utah. Zij accepteerde zijn huwelijksaanzoek. Doordat Bundy verklaarde met haar te trouwen werd het huwelijk officieel.
Rechter Wallace Jopling veroordeelde hem uiteindelijk opnieuw tot de doodstraf. De uitvoering van dit vonnis bracht hem na jaren in de dodencel te hebben gezeten ten slotte op de elektrische stoel.
In de dodencel begon Bundy een juridische strijd tegen zijn doodvonnissen door de vonnissen aan te vechten of de zaken te laten heropenen. Tijdens een bezoek van Carole Boone aan de gevangenis raakte ze zwanger van Bundy en ze baarde in 1982 een dochter. In 1984 ontstond er opschudding toen bleek dat een tralie van zijn cel was doorgezaagd en weer vastgezet met een goedje dat met behulp van zeep was vervaardigd. Bundy kreeg een andere cel toegewezen en er werd vaker celcontrole gehouden. Men trof later nog eens een spiegel bij hem aan. In 1984 bood hij zijn hulp aan de politie in Washington aan in hun jacht op de zogenaamde Green River Killer. De agenten Robert Keppel en Dave Reichert kwamen naar Florida en spraken met hem. Later zou Keppel stellen dat ze vooral naar Florida waren gekomen om te zien of ze Bundy over zijn eigen daden aan het praten konden krijgen. Zijn hulp in de opsporing van de Green River Killer was niet cruciaal. Pas in 2001 werd deze moordenaar in de persoon van Gary Ridgway gearresteerd.
In 1984 verzochten de nabestaanden van Janice Ott en Denise Naslund om vrijgave van de stoffelijke resten van beide vrouwen die tot dan toe als bewijsmateriaal waren bewaard. Toen bleek dat de overblijfselen zoekgeraakt waren klaagden beide families de politie aan. Dat resulteerde uiteindelijk in een schadevergoeding.
In maart, juli en november 1986 werd diverse keren een bevel tot executie afgegeven maar Bundy en zijn advocaten wisten deze allemaal tegen te houden.

### Het einde

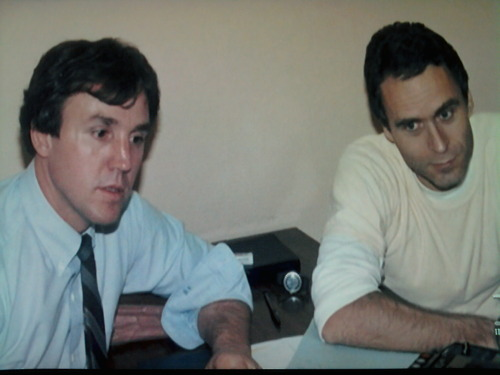
Bundy (rechts) in gesprek met FBI-agent William Hagmeier op 23 januari 1989

In december 1988 werd opnieuw een executiebevel uitgevaardigd. Zijn advocaten probeerden tevergeefs opnieuw uitstel te krijgen. Toen duidelijk werd dat Bundy geen juridische mogelijkheden meer had om de executie aan te vechten liet hij zijn advocaat een beroep doen op de families van zijn slachtoffers: als zij lobbyden voor uitstel van executie zou Bundy alle details bekendmaken. Gouverneur Robert Martinez reageerde daarop door te zeggen 'we laten het rechtsysteem niet manipuleren. Dat hij over de rug van zijn slachtoffers over zijn leven onderhandelt is verachtelijk'. De families weigerden op Bundy's verzoek in te gaan, aangezien zij ervan uitgingen dat Bundy hun kinderen vermoord had. Ze vonden een bekentenis niet nodig. De executie werd vastgesteld voor 24 januari 1989, om 7.00u. Toen zijn plan niet werkte besloot Bundy tot een volledige bekentenis over te gaan. Robert Keppel kwam desgevraagd naar Florida om met Bundy te spreken en hij tekende talloze bekentenissen op. Ook sprak Bundy met FBI-agent William Hagmeier. Verder bekende Bundy moorden aan politiefunctionarissen uit Utah en Colorado. Uiteindelijk werden ruim 20 moorden opgelost.
Hieronder volgt een overzicht van de moorden en pogingen daartoe die Bundy bekend heeft:
Washington:
- onbekend slachtoffer, 1973
- Karen Sparks, 4 januari 1974, overleefde de aanval
- Lynda Healy, 1 februari 1974
- Donna Manson, 12 maart 1974
- Susan Rancourt, 17 april 1974
- Kathy Parks (ontvoerd uit Oregon), 6 mei 1974
- Brenda Ball, 1 juni 1974
- Georgann Hawkins, 11 juni 1974
- Janice Ott, 14 juli 1974
- Denise Naslund, 14 juli 1974

Oregon:
- onbekend slachtoffer
- onbekend slachtoffer

Utah:
- Nancy Wilcox, 2 oktober 1974
- Melissa Smith, 18 oktober 1974
- Laura Aime, 31 oktober 1974
- Carol DaRonch, 8 november 1974, zij wist te ontsnappen
- Debby Kent, 8 november 1974
- Susan Curtis, 28 juni 1975

Colorado:
- Caryn Campbell, 12 januari 1975
- Julie Cunningham, 15 maart 1975
- Denise Oliverson, 6 april 1975

Idaho:
- onbekend slachtoffer, 2 september 1974
- Lynette Culver, 6 mei 1975

Florida:
- Lisa Levy, 15 januari 1978
- Margaret Bowman, 15 januari 1978
- Karen Chandler, 15 januari 1978, overleefde de aanval
- Kathy Kleiner, 15 januari 1978, overleefde de aanval
- Cheryl Thomas, 15 januari 1978, overleefde de aanval
- Kimberly Leach, 9 februari 1978

Toch bleven veel zaken onopgehelderd en Bundy probeerde door details achter te houden alsnog executie af te wenden. Een dag voor zijn executie gaf hij een interview aan James Dobson en vertelde dat pornografie hem tot zijn daden had gebracht. Deskundigen zeiden over het interview dat Bundy precies zei wat Dobson wilde horen, aangezien die een uitgesproken tegenstander van porno was. Bundy probeerde zo de sympathie van het publiek te krijgen en ook hier trachtte hij zijn executie te voorkomen. Het mocht echter niet baten.
In de vroege ochtend van 24 januari 1989 verzamelden zich tientallen mensen bij de Florida State Prison in Starke. Ze droegen spandoeken en borden met teksten als 'Tuesday is Fryday' en 'Roses are red, violets are blue, good morning Ted, we're gonna kill you'. Een dj riep de bevolking op niet te veel stroom te gebruiken omdat ze die nodig hadden voor Bundy's terechtstelling. Om ongeveer 7.00u werd Bundy de executiekamer binnengebracht en op de elektrische stoel gezet. Hij werd vastgesnoerd en twee elektroden werden op zijn lichaam geplaatst. Vervolgens werd hem gevraagd of hij nog iets te zeggen had. 'Vertel mijn familie en vrienden dat ik van ze hou,' zei hij. Daarna werd hij met enkele stroomstoten terechtgesteld. De gevangenisarts constateerde om 7.16u dat hij dood was. Toen de lijkwagen met Bundy's lichaam het gevangenisterrein verliet begon de menigte te juichen.

### Nasleep
In de dagen erna werden foto's van Bundy's lijk gepubliceerd. Hij werd in Gainesville (Florida) gecremeerd. In zijn testament had hij de wens vastgelegd dat zijn as zou worden uitgestrooid in de berggebieden rond Seattle, waar veel van zijn slachtoffers gevonden waren. Toen dat bekend werd kwamen er veel protesten maar de uitstrooiing vond wel plaats.
Ann Rule, die al in 1980 haar bestseller over Bundy had gepubliceerd bracht herziene edities van haar boek uit. In de jaren na de executie meldden zich veel vrouwen bij haar die beweerden ooit door Bundy te zijn benaderd. Rule verwerkte de geloofwaardigste meldingen in een van de heruitgaven. Ook beantwoordde ze vragen in een apart toegevoegd hoofdstuk.
Bundy had tijdens zijn bekentenissen aangegeven dat hij Debra Kent had begraven in Fairview, Utah en gaf aanwijzingen over de vindplaats. Bij onderzoek vond men een knieschijf die voldeed aan de grootte en afmeting die paste bij een vrouwelijk persoon van Debra Kents leeftijd. Kents familie kwam in bezit van de knieschijf en achtte daarmee de vondst van Debra bewezen. In 2015 werd met behulp van de familie DNA-onderzoek uitgevoerd en dat wees uit dat de knieschijf inderdaad van Debra Kent was.
Hoewel Bundy ruim 20 moorden bekende blijft het gissen naar het werkelijke aantal slachtoffers. Bundy liet onomwonden weten dat hij meer op zijn kerfstok had door zijn opmerking dat voor elke moord die in de openbaarheid kwam 'er een kon zijn die verborgen bleef'. Er zijn talloze zaken in de staten Washington, Oregon, Utah en Colorado waarin Bundy als verdachte kan worden aangemerkt. Bewijzen zijn er niet, hooguit aanwijzingen in de vorm van creditcardgegevens of getuigenverslagen die hem in de nabijheid plaatsen. Het gaat om:
Washington:
- Lisa Wick & Lonnie Trumbull, juni 1966

In de wijk Queen Anne Hill in Seattle werden in juni 1966 twee stewardessen, Lisa Wick en Lonnie Trumbull, 's nachts in hun huis aangevallen. Bij de aanval stierf Trumbull. Wick overleefde (waarschijnlijk doordat zij krulspelden droeg die de klappen opgevangen hadden) maar lag een tijd in coma. De werkwijze van de dader werd later door Bob Keppel vergeleken met de manier waarop Bundy handelde bij de moordpoging op Sparks en de moord op Healy. Keppel vergeleek de aanval ook met de moorden in het Chi Omega-studentenhuis. In januari 1977 zijn Bundy's vingerafdrukken vergeleken met de sporen die in het huis van Wick en Trumbull waren aangetroffen maar deze kwamen niet overeen. Wick vertelde later aan Ann Rule zeker te weten dat Bundy hen had aangevallen.
- Joyce LePage, 22 juli 1971

LePage verdween in juli 1971 van een campus in Pullman. Maanden later werd haar lichaam gevonden in een ravijn, gewikkeld in tapijt. Bundy zou in de omgeving zijn gezien maar bewijs ontbreekt.
- Carol Valenzuela, 2 augustus 1974

Valenzuela werd het laatst gezien toen ze aan het liften was in de buurt van Vancouver, Washington. Bundy verhuisde begin augustus 1974 per auto naar Salt Lake City en kan door Vancouver gereden zijn, al is daar geen bewijs voor. Verder moet hierbij worden opgemerkt dat Bundy in dat geval een enorme omweg moet hebben gemaakt. Vancouver ligt namelijk in het zuidwesten van de staat Washington, niet ver van de grens met Oregon.
Oregon:
- Rita Jolly, 29 juni 1973
- Vicki Hollar, 20 augustus 1973

Bundy bekende twee moorden in Oregon maar onbekend is of hij hierbij doelde op Jolly en Hollar.
Utah:
- Nancy Baird, 4 juli 1975

Baird verdween van haar werk bij een FINA-tankstation in Farmington. Bundy ontkende in dit specifieke geval zijn betrokkenheid.
- Debbie Smith, febr. 1976

Smith verdween in Salt Lake City in februari 1976. Bundy was toen op borgtocht vrij in afwachting van zijn eerste proces. Smiths lichaam werd op 1 april dat jaar gevonden vlak bij het vliegveld van Salt Lake City.
Colorado:
- Suzy Cooley, 15 april 1975

Cooley verdween nadat ze haar highschool in Nederland (Colorado) verliet. Wegwerkers troffen begin mei 1975 haar lichaam aan. Uit creditcardgegevens bleek dat Bundy op de dag van haar verdwijning in Golden is geweest, niet ver van Nederland. Hoewel Bundy verdacht is geweest is ondertussen via DNA-onderzoek vastgesteld dat Cooley niet door hem is omgebracht.
- Shelly Robertson, 1 juli 1975

Robertson kwam niet op haar werk aan in Golden. Haar lijk werd later teruggevonden in een mijnschacht. Ook hier wezen creditcardgegevens op Bundy's aanwezigheid in de omgeving ten tijde van haar verdwijning. Concreet bewijs ontbreekt echter.
Bundy bleek in veel staten te zijn geweest: Californië, Arkansas, Pennsylvania, New Jersey, Vermont, Kentucky en Georgia. Dat leidde ertoe dat veel politiekorpsen uit die staten hun dossiers inzake vermissingen en moorden naliepen om te achterhalen of Bundy daarbij betrokken zou kunnen zijn geweest. Twee zaken sprongen eruit:
Vermont:
- Rita Curran, 19 juli 1971, Burlington

Rita Curran was een parttime schoonmaakster in een hotel dat grensde aan het Elizabeth Lund Home for Unwed Mothers, het tehuis waar Bundy is geboren. Ze werd op 19 juli 1971 thuis dood gevonden, verkracht en met ingeslagen schedel. Achteraf beschouwd leken de omstandigheden van deze moord dusdanig op Bundy's werkwijze dat hij als mogelijke verdachte werd aangemerkt. Er zijn periodes in 1971 waarin niet duidelijk is waar Bundy is geweest en dus kan zijn aanwezigheid in Burlington niet worden bevestigd. Wel wordt er in gemeenterapporten melding gemaakt van een zekere Bundy die in die week door een hond zou zijn gebeten. In 2022 of 2023 is echter via DNA-onderzoek de dader geïdentificeerd als William DeRoos, een bovenbuurman van Curran. Hij blijkt in 1986 al te zijn overleden.
New Jersey:
- Susan Davis & Elizabeth Perry, 3 juni 1969, Somers Point

Op 30 mei 1969 werden Davis en Perry, twee studerende vriendinnen, doodgestoken. Hun auto werd die dag leeg gevonden. Enkele dagen later werden de lichamen van de twee vrouwen in de buurt aangetroffen. Bundy liep in die periode college aan de Temple University in Philadelphia. Uit een interview met Bundy's tante Julia bleek dat hij in het weekend dat de moorden plaatsvonden een been in het gips had door een ongeluk. Hij zou dus nooit in New Jersey kunnen zijn geweest. Bewijs van een ongeluk bleek er echter niet te zijn. Dit leidde bij journalist Richard Larsen tot de gedachte dat hij die 'verwonding' zou kunnen hebben gebruikt als smoes om de twee vrouwen om hulp te vragen, net zoals dat later tijdens zijn moorden het geval was. Er is geen concreet bewijs dat Bundy de dader is.
In 2002 werd een zaak opgelost waarin Bundy lang als verdachte gold. In de verdwijning van en moord op Kathy Devine in 1973 werd via DNA-onderzoek een verdachte gevonden, een zekere William E. Cosden.
In 2011 werd in een gerechtsgebouw in Florida een buisje met Bundy's bloed teruggevonden. Dat bloed had hij in 1978 moeten afstaan voor politieonderzoek. De kwaliteit van het bloedmonster bleek zo goed dat er een volledig DNA-profiel kon worden opgesteld. Dat profiel werd ingevoerd in de DNA-database van de FBI en een van de eerste zaken die men probeerde op te lossen was de verdwijning van de 8-jarige Ann Marie Burr in augustus 1961. Bundy was toen 14 jaar en had een krantenwijk die ook de straat bevatte waar het meisje woonde. Bundy kende het meisje want ze woonde naast een oom van hem. Burrs vader beweerde dat hij Bundy de ochtend na de verdwijning vlak bij hun huis gezien had. Bundy heeft altijd ontkend iets met de verdwijning te maken te hebben en hij schreef in 1986 zelfs een brief aan de ouders om hen te vertellen dat hij onschuldig was. Uit de sporen die van de verdwijning van Ann Marie Burr overgebleven zijn kon met Bundy's DNA geen sluitend bewijs worden gevonden. Het DNA blijft beschikbaar voor onderzoek in  cold case-zaken.

### Ted Bundy in de media
Over Bundy zijn talloze boeken geschreven. Een selectie van de boeken staat onderaan dit artikel.
Er bestaat een groot aantal films en documentaires over Bundy:
Films
- The Deliberate Stranger (1986), regie: Marvin Chomsky. Televisiefilm in twee delen. Bundy wordt gespeeld door Mark Harmon;
- Ted Bundy (2002), regie: Matthew Bright. Michael Reilly Burke speelt Bundy;
- The Stranger Beside Me (2003), regie: Paul Shapiro. In de hoofdrol Billy Campbell als Bundy, Barbara Hershey speelt Ann Rule;
- The Riverman (2004), regie: Bill Eagles. De rol van Bundy wordt gespeeld door Cary Elwes;
- Bundy: A Legacy of Evil (2008), regie: Michael Feifer. Corin Nemec speelt de rol van Bundy;
- Extremely Wicked, Shockingly Evil and Vile (2019), regie: Joe Berlinger. De rol van Bundy wordt gespeeld door Zac Efron.
- Ted Bundy: American Boogeyman (2021), Bundy gespeeld door Chad Michael Murray.
- No Man of God (2021), Bundy gespeeld door Luke Kirby.

Documentaires
- A&E Biography: Ted Bundy;
- Crime Stories: Ted Bundy;
- Natural Porn Killer;
- Deranged: Ted Bundy;
- Twisted;
- Born to kill: Ted Bundy;
- Great crimes & trials: Ted Bundy;
- The hunt for Ted Bundy;
- Oxygen: In defense of Ted Bundy;
- Oxygen: Snapped: Ted Bundy;
- Reelz: Ted Bundy-Serial monster (tweedelige documentaire);
- Conversations with a Killer: The Ted Bundy Tapes (vierdelige documentaire);
- Ted Bundy: Falling for a killer (vijfdelige documentaire).

MuziekDiverse bands hebben songs over Bundy in hun repertoire.

## Analyse
Seriemoordenaars worden ingedeeld in twee categorieën: Georganiseerd en gedesorganiseerd. Georganiseerde seriemoordenaars zijn over het algemeen bovengemiddeld intelligent en zijn in staat een relatief normaal leven te leiden. Ze bereiden hun moorden meestal uitvoerig voor, verbergen hun slachtoffers op plekken die ze op voorhand gekozen hebben en volgen het nieuws over hun daden. Gedesorganiseerde seriemoordenaars zijn impulsiever, hebben een lagere intelligentie en laten hun slachtoffer meestal achter op de plaats delict.
Bundy was een georganiseerde moordenaar die zeer zorgvuldig te werk ging en zijn moorden veelal uitvoerig voorbereidde. Hij koos zijn slachtoffers met zorg uit en zocht vooraf een locatie om het lijk te verbergen. Door het lezen van true-crime-tijdschriften en zijn werkzaamheden voor diverse onderzoekscommissies en -bureaus was hij goed op de hoogte van opsporingsmethoden en hij gebruikte die kennis om uit handen van de politie te blijven. Bundy koos slachtoffers uit die hij niet kende, zodat er geen rechtstreeks verband tussen hen en hemzelf kon worden gevonden. Van sommige slachtoffers (Healy en Aime) wordt vermoed dat hij ze stalkte voor hij toesloeg. Met opzet koos hij voor verwurging en mishandeling als moordmethode, omdat deze relatief weinig geluid veroorzaakten en konden worden uitgevoerd met alledaagse gebruiksartikelen. Hij vermeed vuurwapens dan ook vanwege het lawaai en het ballistische bewijs dat ze achterlieten. Hij volgde de berichtgeving over zijn moorden in de media en sloeg toe op ver uit elkaar gelegen plaatsen, soms honderden kilometers van elkaar. Hij wiste zijn sporen goed uit, verbrandde de kleding van zijn slachtoffers (op de kleding van Julie Cunningham na, die hij in een kledingcontainer gooide) en liet op de vindplaatsen geen concrete bewijzen achter. Het ontbreken hiervan in veel zaken was voor hem een van de argumenten om zijn onschuld te bepleiten.
Hoewel Bundy tot het georganiseerde type hoorde vertoonde hij ook trekken van het gedesorganiseerde type. Sommige moorden waren niet voorbereid,  maar meer spontane acties, bijvoorbeeld als hij een liftster oppikte. Na de moord op Georgann Hawkins raakte hij in paniek en gooide haar kleding uit de auto, samen met de handboeien. Toen hij een dag later zijn zelfbeheersing teruggevonden had, keerde hij terug naar de plaats delict en verzamelde de achtergelaten spullen. 
Seriemoordenaars worden naarmate ze langer actief zijn steeds gevaarlijker. De tussenpozen tussen de moorden worden korter en de beheersing van de dader neemt af. Bundy's daden gaven dat ook duidelijk weer: in Washington, Utah en Colorado moordde hij beheerst en uitermate planmatig en gedroeg hij zich vrijwel onopvallend. In Florida raakte hij de grip op zijn zelfbeheersing kwijt en nam hij steeds grotere risico's. De moorden in het Chi Omega-studentenhuis waren een slachtpartij en hij werd zowel daar als bij de ontvoering van Leach door getuigen gezien. Ook zijn gedrag leek verder in niets op zijn beheerste optreden in Washington, Utah en Colorado. Zo vertelden getuigen uit Florida dat hij er onverzorgd uitzag, onsamenhangend sprak en dat hij zich zenuwachtig gedroeg.
De beëindiging van de relatie door Stephanie Brooks was een traumatische ervaring die diep op hem inwerkte. Veel van zijn slachtoffers leken erg op haar. Dr. Dorothy Otnow Lewis noemde die afwijzing door Brooks een cruciaal punt in zijn ontwikkeling. Ann Rule speculeerde dat hij zo'n wrok tegen Brooks koesterde dat hij gedreven werd vrouwen die op haar leken te vermoorden. Toen Bundy daar eens naar werd gevraagd reageerde hij door te zeggen dat dat onzin was. Volgens hem waren de vrouwen aantrekkelijk, maar fysiek totaal verschillend.
Op foto's van Bundy valt zijn steeds veranderende uiterlijk op. Bundy is ooit omschreven als een kameleon: Door zijn haardracht te wijzigen (met de scheiding links of rechts en een steeds veranderende haarlengte), een paar kilo in gewicht te variëren (waardoor zijn gezicht voller of magerder oogde) en door een snor op te plakken of een baard te laten staan kon hij zijn uiterlijk totaal veranderen. Bundy wist dat en maakte er uitvoerig gebruik van. Rechter Stewart Hanson die Bundy in 1976 berechtte, heeft in een interview gezegd dat Bundy op een procesdag na een schorsing in de rechtszaal terugkeerde in andere kleding en met een ander kapsel waardoor hij bijna onherkenbaar was. Zijn opvallendste kenmerk, een moedervlek in zijn hals, verborg hij door het dragen van coltruien of shirts met kragen. In Florida liet hij een snor staan en tekende met potlood een moedervlek op zijn wang. De politie klaagde erover dat ze met foto's van hem soms geen kant op konden aangezien veel mensen hem niet herkenden. Hetzelfde bleek het geval met zijn auto. Sommigen zeiden dat de Kever een lichte kleur had, anderen beschreven hem als donker.
De journalisten Stephen Michaud en Hugh Aynesworth kregen in 1980 de gelegenheid met Bundy te spreken. Hun voorstel om een boek over hem te schrijven viel in goede aarde, maar Bundy voelde er niets voor om openheid van zaken te geven. Daarop stelden zij voor hem in de derde persoon te laten speculeren over de werkwijze van de moordenaar en zo kon Bundy min of meer vrijuit spreken zonder zichzelf te beschuldigen. Tijdens de interviewsessies begon Bundy voor het eerst meer over zijn drijfveren te vertellen. Over zijn diefstallen vertelde hij dat hij het echt fijn vond dingen te bezitten. Hij wilde ook zijn slachtoffers bezitten en dat deed hij door het gebruikte seksuele geweld. In eerste instantie moordde hij om te voorkomen dat hij zou worden geïdentificeerd, maar later werden de moorden onderdeel van het bezit.
Bundy bleek verder een bijna obsessieve angst te hebben om zonder benzine te zitten. Uit zijn creditcardafschriften blijkt dat hij enorm veel tankte, steeds in kleine hoeveelheden.
FBI-agent William Hagmeier zocht Bundy op in de dodencel en Bundy zou met hem een goed contact opbouwen. Opmerkelijk, aangezien hij neerkeek op de politie en de FBI, die hij incompetent en beneden zijn niveau achtte. Hij hield ervan psychologische spelletjes te spelen. Zo maakte hij foto's van de surveillerende agenten die hem in 1975 en 1976 in de gaten hielden. Hij sneerde eens tegen agent Jerry Thompson uit Utah dat hij naar strohalmen zocht. Hij adviseerde hem te blijven zoeken dan kon hij uiteindelijk met die halmen een bezem maken.
Hagmeier merkte hoe Bundy zijn moorden ervoer. Hij omschreef ze als een soort eenwording met zijn slachtoffers, die zo een deel van hem werden en altijd bij hem waren. Toen in 1986 zijn executie onafwendbaar leek vertelde hij openhartig aan Hagmeier en Nelson dat hij de plaatsen waar hij zijn slachtoffers achterliet steeds weer bezocht. Hij bracht make-up aan op het gezicht van de levenloze Melissa Smith en van het lijk van Laura Aime waste hij het haar. Hij vertelde 'als je tijd hebt, kun je ze laten zijn wie je wilt'. Hij bekende minstens 12 slachtoffers te hebben onthoofd. Ook bekende hij necrofiel te zijn en de lichamen te hebben misbruikt.
Hoewel Bundy uiteindelijk tot een bekentenis kwam, weigerde hij verantwoordelijkheid voor zijn daden te nemen. Voor hem lag de schuld voor zijn daden buiten zichzelf. Zo verklaarde hij tot zijn daden te zijn gekomen door het ontbreken van zijn biologische vader, het geweld dat zijn grootvader gebruikte, alcoholgebruik, geweld op tv, pornografie en de politie, die hij ervan beschuldigde bewijs te manipuleren. Op een bepaald moment legde hij de schuld zelfs bij de slachtoffers: in een brief aan Kendall schreef hij ooit dat hij mensen kende die kwetsbaarheid uitstralen. Zo zouden zij geweld tegen zichzelf uitlokken. Dat hij geen compassie voor zijn slachtoffers had bleek toen hij ze ooit schamper 'wegwerpvrouwen' noemde en zich eens liet ontvallen: 'wat is nu een vrouw minder op de wereld?'
Ted Bundy werd meerdere keren uitvoerig onderzocht door psychiaters. De eerste keer was in 1976, toen dr. Al Carlisle hem in opdracht van de rechtbank in Utah analyseerde. Carlisle stelde vast dat Bundy last had van stemmingswisselingen, in relaties afhankelijk was van vrouwen en die afhankelijkheid merkte hij als verdacht aan. Hij concludeerde verder dat Bundy bang was in relaties vernederd te worden.
In voorbereiding op de rechtszaak in 1979 werd Bundy door dr. Emanuel Tanay onderzocht. Hij constateerde dat Bundy aan een persoonlijkheidsstoornis leed en gedreven werd door impulsief gedrag. Bundy was volgens Tanay meer bezig met hem te imponeren dan gebruik te maken van de kansen die een analyse hemzelf zou bieden. Verder stelde Tanay vast dat Bundy door zijn stoornis niet in staat zou zijn constructief aan zijn verdediging bij te dragen. Hij was meer geïnteresseerd in het afwijzen van autoriteit en gezag dan het redden van zijn leven. Hij voorspelde dat Bundy een aanbod van een schuldbekentenis in ruil voor gevangenisstraf zou afwijzen, omdat hij dan niet zou kunnen schitteren in de rechtszaal. Tanay concludeerde dat Bundy in zijn gedragingen duidelijk blijk gaf van psychopathie.
Dr. Dorothy Otnow Lewis onderzocht Bundy in 1987. Zij stelde bij hem een manisch-depressieve stoornis vast waarbij ze opmerkte dat hij zijn moorden pleegde in zijn depressieve periodes, maar herriep die diagnose later. Ze opperde verder dat Bundy een meervoudige persoonlijkheid had op basis van twee getuigenverklaringen. Een oudtante vertelde ooit dat ze met Bundy op de trein wachtte waarbij hij plotseling een ander mens leek en haar angst aanjoeg. Een cipier had een soortgelijke ervaring: hij merkte dat Bundy vreemd deed en het leek of zijn persoonlijkheid veranderde. Hij zei op dat moment bang voor hem te zijn.
De uiteindelijke diagnose wees in de richting van een anti-sociale persoonlijkheidsstoornis. Deze term wordt gebruikt voor wat voorheen psychopathie en sociopathie werd genoemd. Mensen met deze aandoening kunnen erg charmant en qua persoonlijkheid oppervlakkig ontwikkeld zijn, hebben een gebrekkig of geen geweten, kennen het onderscheid tussen goed en kwaad, maar laten zich desondanks niet weerhouden van het plegen van strafbare feiten en hebben weinig tot geen schuldgevoel. Ze manipuleren hun omgeving en zijn onverantwoordelijk. Hoe goed Bundy daarin was bleek wel toen een psychiater ooit moest erkennen dat Bundy zelfs hem wist te manipuleren.
Het gebrek aan schuldgevoel werd door Bundy overigens zelf toegegeven toen hij in 1981 vertelde: 'schuldgevoel lost niets op. Ik ben in de benijdenswaardige positie dat ik geen schuldgevoel heb.' Zijn onverantwoordelijke gedrag blijkt onder meer uit zijn ontrouw in zijn relaties en de manier waarop hij met geld omging: Op een bepaald moment in 1975 was hij geld schuldig aan zowat iedereen in zijn omgeving. Michaud vergeleek Bundy's charme en aantrekkingskracht op vrouwen met een kunstbloem die insecten bedot. Bundy's oppervlakkige karakterontwikkeling werd door Larry Diamond, Bundy's collega van het DES treffend omschreven. Volgens hem was Bundy net een uitnodigende etalage: 'je wordt overgehaald om de winkel binnen te komen, maar eenmaal binnen is er bijna geen koopwaar aanwezig'.
Dat achter Bundy's charme een kille persoonlijkheid schuilging werd duidelijk toen hem werd gevraagd of hij daadwerkelijk 35 vrouwen had vermoord. Hij verklaarde dat 'daar nog een cijfer bij moest om het totaal te krijgen'. Zowel Ann Rule als Robert Keppel denken dat hij hiermee liet doorschemeren dat hij meer dan 100 slachtoffers had gemaakt. Later zwakte Bundy die opmerking af en zei tegen Polly Nelson dat het aantal van 35 klopte. Keppel bleef echter bij zijn standpunt aangezien hij in de gesprekken met Bundy merkte dat (zowel hij als Bundy wisten dat) het werkelijke aantal slachtoffers veel hoger dan 35 was.
Bundy vertelde dat één slachtoffer in zijn auto bij haar positieven kwam en meende dat hij haar zou helpen bij een tentamen Spaans dat ze de volgende dag moest afleggen. Hij verwonderde zich daarover. Andere slachtoffers kregen toen ze bijkwamen te horen dat hij ze naar de Eerste Hulp zou brengen.
Er bleek een bepaalde naïviteit in Bundy's denkpatroon te zitten: zo was hij verbaasd dat zijn slachtoffers gemist werden. Ook zag hij Amerika als een land waarin mensen elkaar niet opmerken en toonde hij zich verwonderd als hij hoorde dat getuigen hem ergens hadden gezien.
Toen in 1989 zijn executie onafwendbaar bleek begon Bundy zijn moorden aan Keppel en agenten uit Utah en Colorado te bekennen. Keppel was verbijsterd door wat hij hoorde: Bundy vertelde dat hij de hoofden van Healy, Ball, Rancourt en Parks enige tijd in zijn woning had bewaard. Hij beschreef tot in detail hoe hij Hawkins had vermoord en bekende het hoofd van Manson in de open haard van Kendall te hebben verbrand. Over dat laatste merkte hij op dat Kendall hem dat nooit zou vergeven. Hagmeier merkte dat Bundy bang was om te sterven en hij wilde uitvoerig weten hoe de executie in zijn werk ging. Ook sprak Bundy met hem over zelfmoord. Volgens Hagmeier wilde Bundy de staat Florida niet het genoegen gunnen hem te zien sterven. Bundy zag uiteindelijk toch van zijn zelfmoordplannen af.
Hoewel Carole Boone Bundy jaren bleef geloven in de onschuld van haar echtgenoot ontstond er in 1986 een verwijdering tussen hen die in een echtscheiding eindigde. Ze vertrok met haar dochter en veranderde enkele keren van identiteit. Na ziekte was ze aan een rolstoel gekluisterd en woonde in een verzorgingshuis waar niemand van haar verleden op de hoogte was. Ze overleed uiteindelijk op 70-jarige leeftijd in januari 2018.
In een van de updates die van Ann Rules boek The Stranger Beside Me werden uitgebracht schrijft Rule dat haar hond, een echte allemansvriend, niets van Bundy moest hebben. Ze nam het dier af en toe mee naar haar werk bij de telefonische hulpdienst, waar ze samen met Bundy de telefoons bemande. Elke keer als Bundy bij haar kwam begon de hond te grommen en zette zijn nekhaar overeind. Rule stelt dan ook dat mensen 'meer op hun hond moeten letten'.
Rule was geschokt toen zij na Bundy's dood werd benaderd door vrouwen die vertelden gedeprimeerd te zijn door Bundy's dood. Sommigen zeiden zelfs een zenuwinzinking te hebben gekregen. Al die vrouwen correspondeerden met hem en allen waren ervan overtuigd 'de enige' voor hem te zijn. Rule zei dat zij om te genezen moesten erkennen dat zij waren bedrogen door een meestermanipulator en dat zij treurden om een persoon die nooit bestaan had. Ze concludeerde dat Bundy zelfs na zijn dood nog slachtoffers maakte.
Ann Rule vertelde in een interview dat mensen soms geboren worden met een genetische aanleg die later tot geweld kan leiden. Als zo'n individu van meet af aan opgroeit in een hecht, warm gezin waarin de opvoeding zich richt op respect voor anderen en normale verhoudingen kan deze aanleg uiteindelijk verdwijnen en zo wordt dan voorkomen dat iemand gewelddadig wordt. Groeit zo'n individu echter op in een gezin waarin geweld en afwijkende normen en waarden normaal zijn is de basis gelegd voor een uitermate gevaarlijke karakterontwikkeling. In het geval van Ted Bundy lijkt dit laatste duidelijk het geval: de eerste vier jaar van zijn leven woonde hij bij een instabiel gezin waarin gewelddadigheid geregeld voorkwam. Rule stelt ook dat kinderen al op zeer jonge leeftijd kunnen beseffen of ze al dan niet gewenst zijn, wat hun ontwikkeling ook sterk beïnvloedt. Ook hier geldt dat Ted Bundy direct na zijn geboorte niet heeft kunnen hechten aan zijn moeder, wat zijn karakterontwikkeling zeker moet hebben beschadigd. Daarbij moet echter wel de kanttekening worden geplaatst dat Bundy zelf heeft gezegd dat hij 'ervoor koos te gaan moorden'.
Achteraf kan worden geconcludeerd dat Bundy zijn tijd 'mee had'. In de jaren 70 stonden jongeren in het algemeen relaxt in het leven. Zo was liften een normaal verschijnsel. DNA-onderzoek bestond nog niet of nauwelijks, de verschillende politiedistricten werkten nauwelijks samen en deelden weinig informatie. Verder beschikte de politie nog niet over de uitgebreide computersystemen van vandaag de dag. Ook het feit dat surveillancecamera's in de jaren 70 nog geen algemeen verschijnsel waren, werkte in Bundy's voordeel. Mede naar aanleiding van Bundy's misdaden werd in 1985 het zg. VICAP (Violent Criminal Apprehension Program) in gebruik genomen: een database waarin de gegevens van moorden worden opgeslagen en vergeleken met andere zaken om overeenkomsten en patronen te kunnen opsporen. Door Bundy werd de kennis over seriemoordenaars aanzienlijk vergroot en het beeld dat men in het algemeen van dergelijke misdadigers heeft verder genuanceerd.

## Boeken over Ted Bundy
- Richard W. Larsen, Bundy, The Deliberate Stranger, 1980
- Steven Winn & Donald Merrill,  The killer next door, 1980
- Ann Rule, The Stranger Beside Me, 1980, herziene uitgaven in 1986, 1989, 2000, 2008, 2012, 2018
- Ann Rule, Mijn vriend de seriemoordenaar, (vertaling van 'The stranger beside me'), 1995, 2023
- Elizabeth Kendall, The Phantom Prince, My Life with Ted Bundy, 1981, 2020
- Stephen Michaud & Hugh Aynesworth, The only living witness
- Stephen Michaud & Hugh Aynesworth, Ted Bundy: Conversations with a Killer
- Polly Nelson, Defending the Devil: My Story as Ted Bundy's Last Lawyer, 1994
- Robert D. Keppel, The riverman, Ted Bundy and I hunt for the Green River Killer, 2004
- Kevin M. Sullivan, The Bundy murders, 2009, 2020
- Robert D. Keppel & Stephen Michaud, Terrible secrets: Ted Bundy on serial murder, 2011
- Richard A. Duffus, Ted Bundy, The felon's hook, 2012
- Dr. Al Carlisle, I'm Not Guilty: The Case of Ted Bundy, 2014
- Kevin (M.) Sullivan, The trail of Ted Bundy, digging up the untold stories, 2016
- Rhonda Stapley, I Survived Ted Bundy: The Attack, Escape & PTSD That Changed My Life, 2016
- Kevin (M.) Sullivan, The Bundy secrets, 2017
- Robert Dielenberg, Ted Bundy, a visual timeline, 2017
- Dr. Al Carlisle, Violent mind-The 1976 psychological assessment of Ted Bundy, 2017
- Kevin (M.) Sullivan, Ted Bundy's Murderous Mysteries: The Many Victims Of America's Most Infamous Serial Killer, 2019
- Kevin (M.) Sullivan, The encyclopedia of the Ted Bundy murders, 2020
- Kevin (M.) Sullivan, The enigma of Ted Bundy, 2020
- Kevin (M.) Sullivan, Ted Bundy-The yearly journal-Volume I, 2022
- Kathy Kleiner Rubin & Emilie Le Beau Lucchesi, A Light in the Dark: Surviving More than Ted Bundy, 2023
- Edna Cowell Martin & Megan Atkinson, Dark tide-Growing up with Ted Bundy, 2024